# Zwiebel
Die (in Österreich, Bayern und Schwaben auch der) Zwiebel (Allium cepa), auch Zwiebellauch, Bolle, Zipolle, Speisezwiebel, Küchenzwiebel, Gartenzwiebel, Sommerzwiebel, Hauszwiebel oder Gemeine Zwiebel genannt, ist eine Pflanzenart aus der Gattung Lauch (Allium).
Der Ausdruck Zwiebel bezeichnet sowohl die Pflanzenart als auch ihren verkürzten Spross, das typische unterirdische Speicherorgan, das auch von anderen Pflanzenarten gebildet wird (siehe Zwiebel als Pflanzenteil). In der Umgangssprache wird die genaue Bedeutung oft nicht beachtet. In der Botanik muss immer klar sein, ob von der Art Allium cepa oder von einem Pflanzenorgan die Rede ist.

## Beschreibung
Die Küchenzwiebel ist eine ausdauernde krautige Pflanze, die in der Kultur jedoch meist nur ein- oder zweijährig gehalten und dann geerntet wird. Ihre Sprossachse bleibt bis zur Blütenbildung zu einem flachen scheibenförmigen Gebilde gestaucht, das Zwiebelscheibe oder Zwiebelkuchen genannt wird. Das Apikalmeristem auf der Oberseite der Zwiebelscheibe bringt an seinem Rand, abwechselnd gegenüberliegend und daher scheinbar zweizeilig (nach botanischer Terminologie aber grundständig), etwa 10 bis 15 ungestielte, deutlich in Unter- und Oberblatt gegliederte Laubblätter hervor. Die Unterblätter sind von weißlicher Farbe mit grüner Aderung, ähnlich wie Blattscheiden geformt, und umgreifen einander straff, sodass sie in ihrem oberen Teil einen mehrere Zentimeter langen Scheinspross bilden, im unteren Teil fleischig verdickt die bekannte „Zwiebel“ als Speicherorgan. Die rein grünen Oberblätter verwachsen zu Röhren mit geschlossener Spitze, die hohl und im Querschnitt annähernd oval sind. Ihre Zellanordnung ist die eines bifazialen Blattes, die Außenseite der Röhre entspricht der Oberseite.

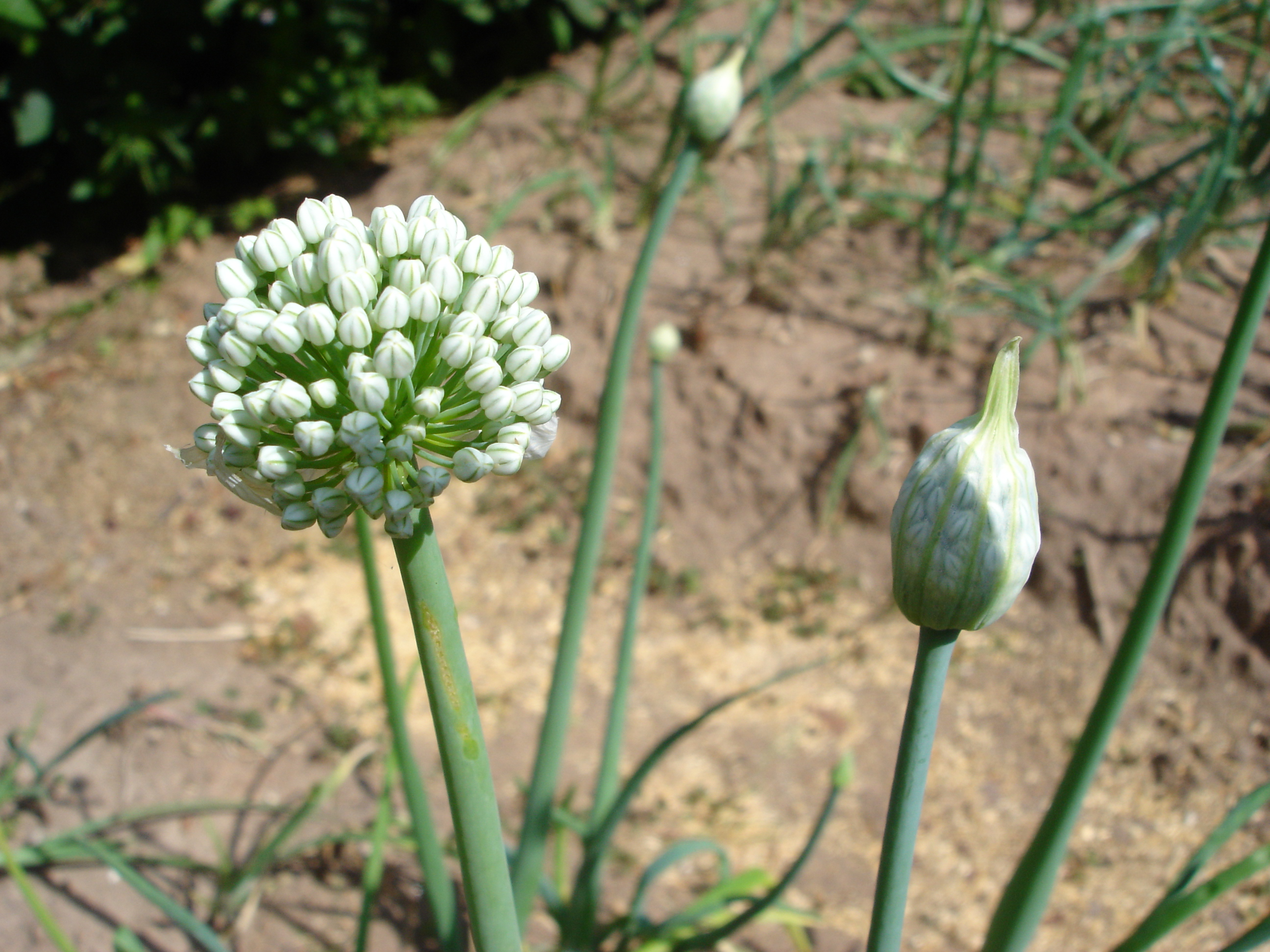
Blütenstände der Zwiebel: links geöffnet, rechts geschlossen

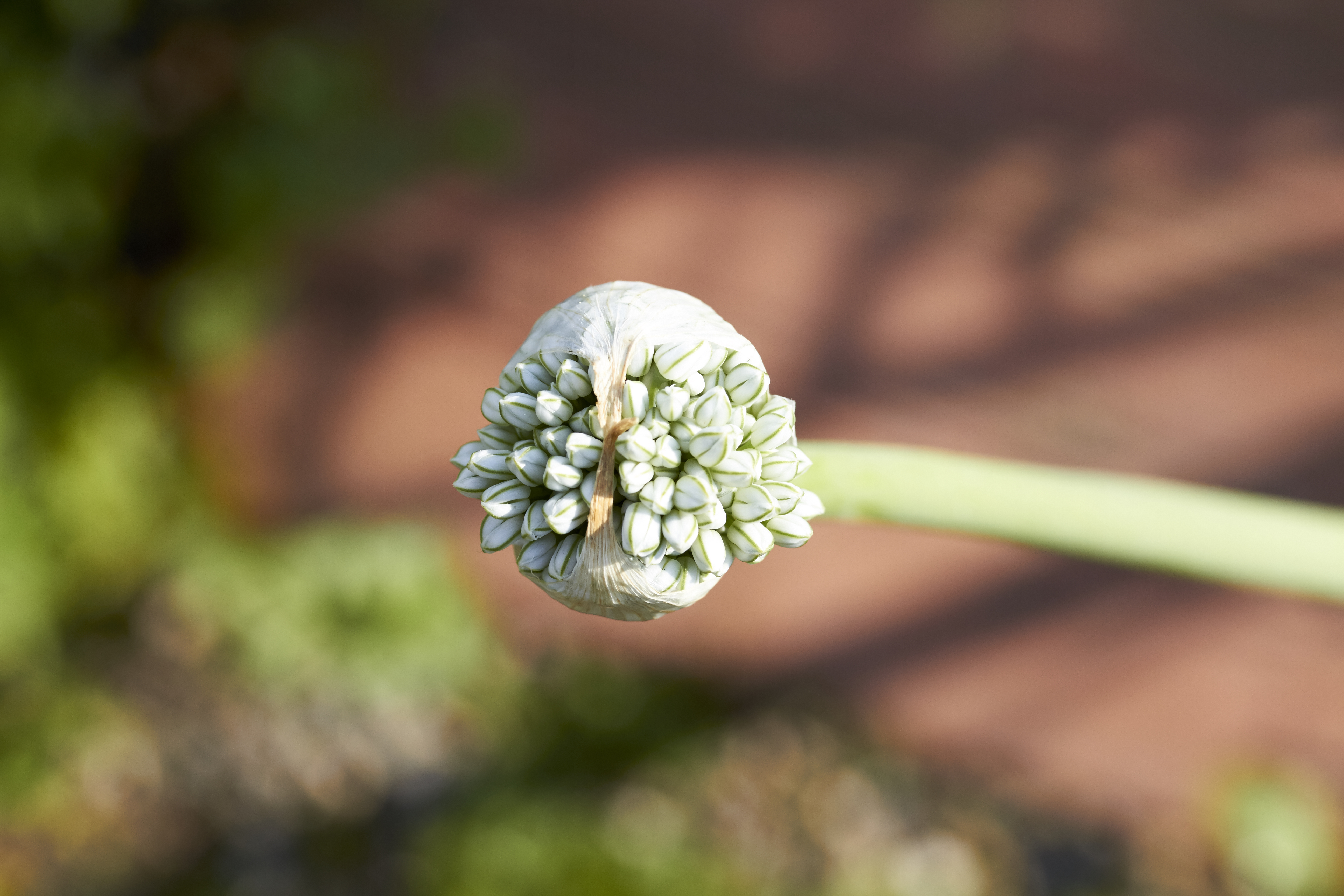
Zwiebelblüte, zum Teil geöffnet

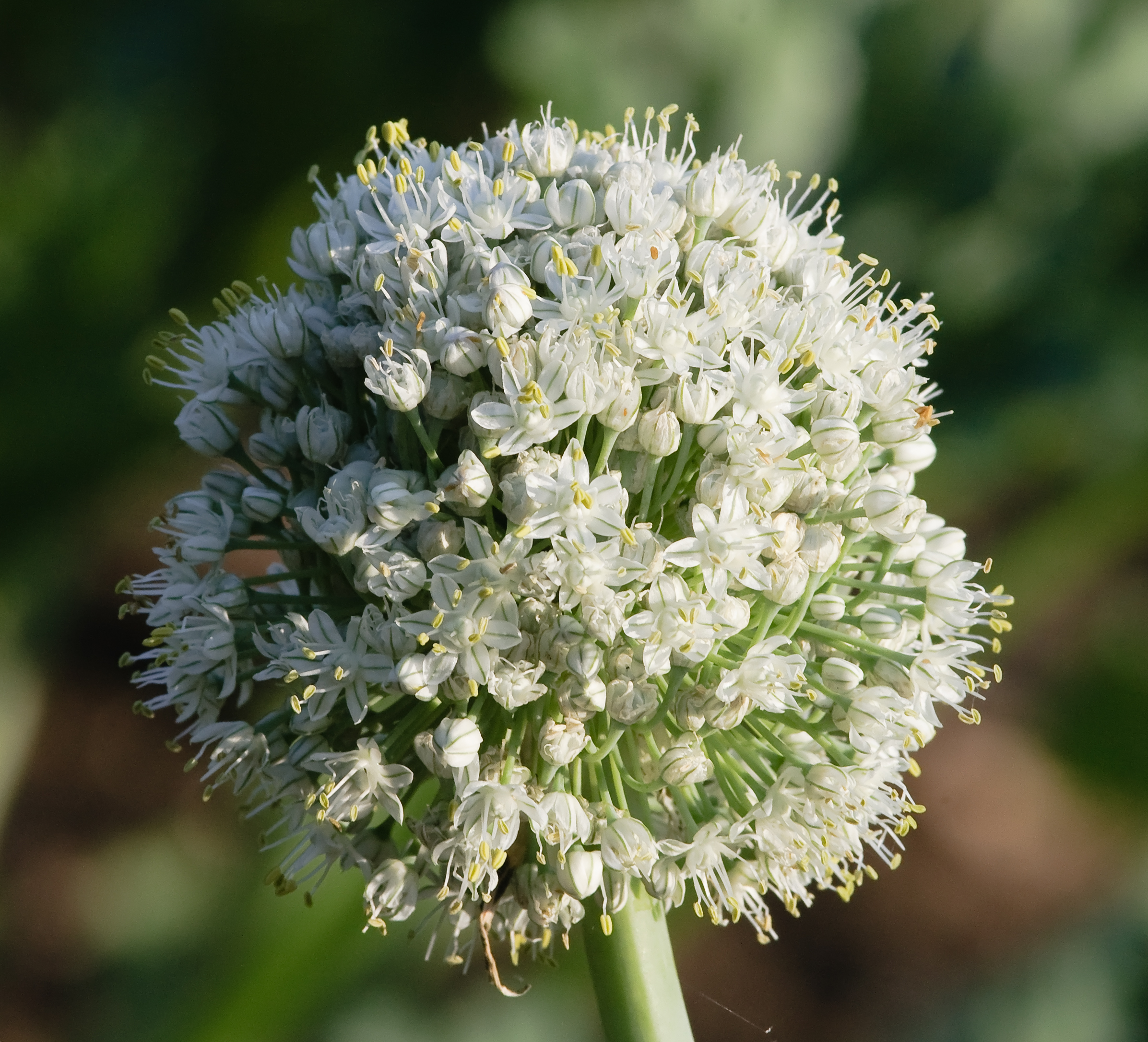
Aufgeblühter Blütenstand

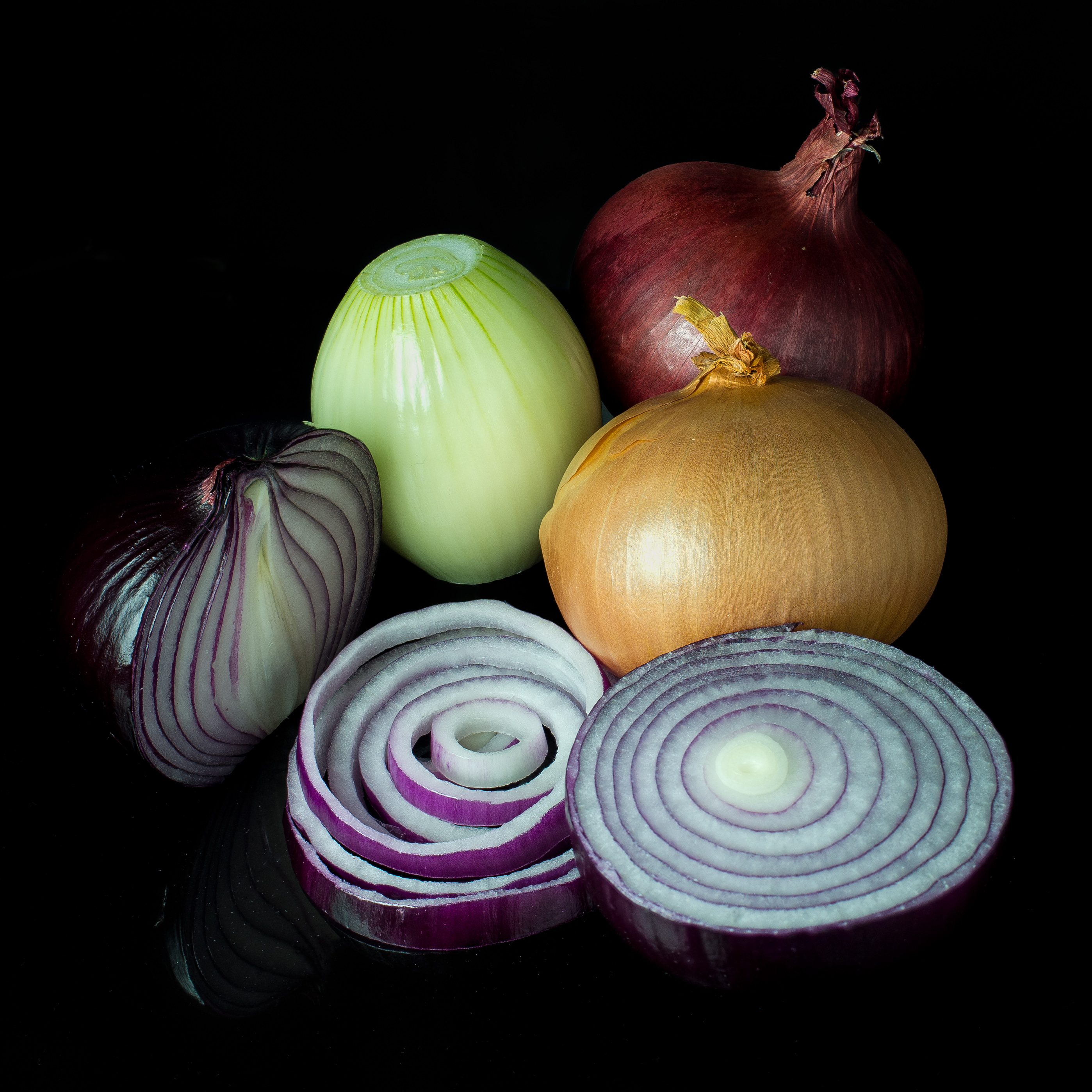
Verschiedene Zwiebelsorten

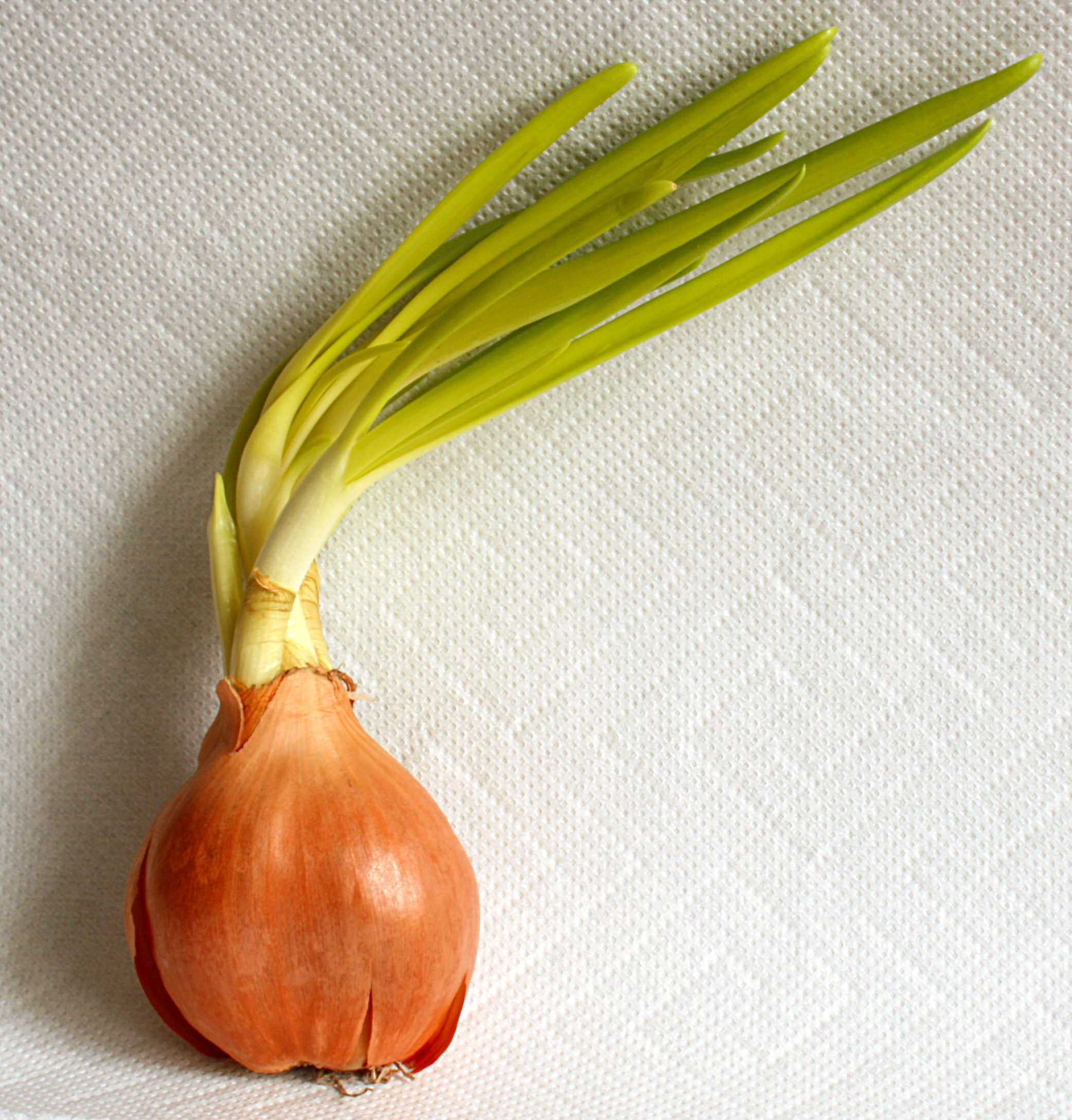
Austreibende Küchenzwiebel

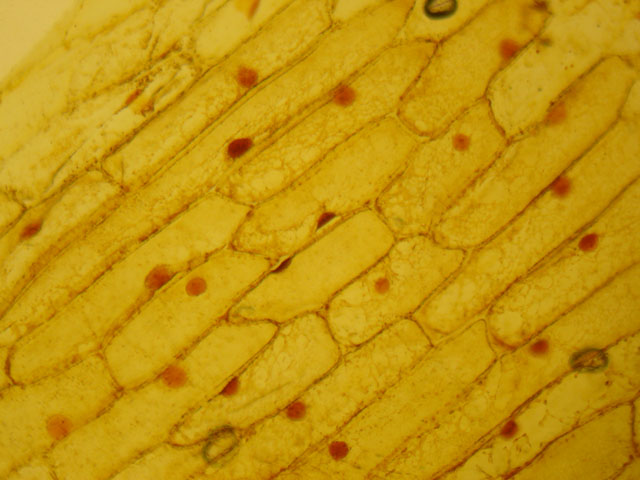
Epidermis, 100-fach vergrößert, jodgefärbt

Sind die biologischen Voraussetzungen für eine Blütenbildung gegeben, gewöhnlich erst ab der zweiten Vegetationsperiode, streckt sich die Zwiebelscheibe zu einem 20 bis 120 cm langen, unbeblätterten, röhrig-hohlen, im Querschnitt kreisförmigen Infloreszenzschaft, der im unteren Teil bauchig aufgetrieben erscheint. Das Apikalmeristem verbleibt an seiner Spitze und bildet keine neuen Laubblätter mehr. Der Blütenstand ist eine fast kugelförmige Scheindolde aus 20 bis mehr als 100 Einzelblüten, die vor dem Aufblühen noch von einem Hochblatt umhüllt sind. Die Blüten sind 20 bis 40 mm lang gestielt, ihre Blütenhüllblätter sind weißlich mit grünem Mittelnerv.
Die Blütenbildung setzt voraus, dass die Pflanze zunächst eine gewisse Zahl von Blättern entwickelt hat und außerdem gegen Ende der vorigen Vegetationsperiode oder in der Ruheperiode für gewisse Zeit niedrigen Temperaturen ausgesetzt war. Im Pflanzenbau nennt man derartige Vorgänge Vernalisation. Die nötige Temperatur und deren Einwirkungsdauer sind von der Sorte und von der Trockenmasse der einzelnen Zwiebel abhängig. Bei handelsüblichen mitteleuropäischen Sorten rechnet man mit ungefähr 6 °C über mindestens zwei Wochen. Relativ hohe Temperaturen während der Ruheperiode können einen bereits initiierten Blütenansatz wieder vernichten. Davon wird im Ertragsanbau Gebrauch gemacht, wenn eine Blütenbildung unerwünscht ist.
Die Nährstoffspeicherung und damit die Ausbildung des Speicherorgans wird von der Photoperiode bestimmt, d. h., sie kommt nur bei einem bestimmten Verhältnis von Tag- und Nachtlänge in Gang. In Anpassung an die entsprechenden Gegebenheiten verschiedener geographischer Breiten hat die Züchtung zur Differenzierung in sogenannte Langtag- und Kurztagsorten geführt. Diese Bezeichnungen sind nicht gleichzusetzen mit den sogenannten Langtag- und Kurztagpflanzen der biologischen Terminologie, bei denen es ausschließlich um die Blütenbildung geht. Wenn die Belichtungsansprüche der jeweiligen Sorte nicht erfüllt sind, kann die Zwiebelpflanze zwar Blätter, Blüten und Samen bilden, aber keine oder nur eine unterentwickelte Zwiebel.
Das Speicherorgan wird von der Botanik als Schalenzwiebel eingestuft, weil sie aus Teilen normaler Laubblätter entsteht, im Unterschied zu Schuppenzwiebeln, die aus Niederblättern hervorgehen. Neben den voll ausgebildeten Laubblättern kommen bei der Küchenzwiebel jedoch auch solche vor, die nur aus dem Unterblatt bestehen. Dadurch ist die Zahl der in einer Zwiebel anzutreffenden Schalen meist größer als die der zuvor ohne weiteres sichtbaren Blätter. Zwischen den Blatt- bzw. Schalenansätzen, d. h. achselständig, werden auf der Oberfläche der Zwiebelscheibe außerdem eine oder mehrere Knospen angelegt, die das Wachstum in der nächstfolgenden Vegetationsperiode fortsetzen und dabei die in den vorjährigen Schalen gespeicherten Nährstoffe aufbrauchen. Die ausgezehrten Schalen vertrocknen zu papierdünnen Häuten, die sich noch lange Zeit halten und eine schützende Hülle um die neue Zwiebel bilden.
Die Züchtung hat sich auch dieses Merkmals angenommen und darauf orientiert, dass die „gewöhnliche“ Küchenzwiebel möglichst nur eine einzige Erneuerungsknospe und damit eine einfache Zwiebel bildet. Bei den als Schalotten bezeichneten Sorten sind dagegen mehrere Knospen und somit Tochterzwiebeln erwünscht, weil sie zur vegetativen Vermehrung benötigt werden.

## Chromosomenzahl
Die Chromosomenzahl beträgt 2n = 16.

## Herkunft und Verbreitung
Die Küchenzwiebel existiert, von gelegentlichen Verwilderungen abgesehen, nur noch als reine Kulturpflanze in der Obhut des Menschen. Es sind weder wildwachsende Populationen bekannt noch konnte bisher eine andere wildlebende Allium-Art als direkter Vorfahre identifiziert werden. Solange die Abstammung ungeklärt ist, kann auch die geographische Herkunft der Küchenzwiebel nicht genau bestimmt werden. Oft anzutreffen sind Angaben wie „Mittelasien“ oder „Afghanistan“. Die derzeit als nächstverwandt angesehene Art Allium vavilovii ist in Turkmenistan und im Iran beheimatet.

## Wirtschaftliche Bedeutung
2022 wurden laut der Ernährungs- und Landwirtschaftsorganisation FAO weltweit 110.616.270 t Zwiebeln und Schalotten geerntet.
Folgende Tabelle gibt eine Übersicht über die zehn größten Produzenten von Zwiebeln weltweit, die insgesamt 68,2 % der Erntemenge produzierten.
| Rang | Land                | Menge (in t) |
| ---- | ------------------- | ------------ |
| 1    | Indien              | 31.687.000   |
| 2    | Volksrepublik China | 24.542.011   |
| 3    | Ägypten             | 3.663.943    |
| 4    | Vereinigte Staaten  | 2.918.958    |
| 5    | Bangladesch         | 2.517.070    |
| 6    | Türkei              | 2.350.000    |
| 7    | Pakistan            | 2.062.336    |
| 8    | Indonesien          | 1.982.360    |
| 9    | Iran                | 1.900.000    |
| 10   | Algerien            | 1.763.118    |
|      | Summe Top Ten       | 75.386.797   |
|      | restliche Länder    | 35.229.473   |

Zum Vergleich die Erntemengen in den DACH-Ländern: Deutschland (638.400 t), Österreich (174.790 t) und Schweiz (47.258 t).
Der Pro-Kopf-Verbrauch von Zwiebeln liegt in Österreich bei 10,5 kg pro Jahr, daraus ergibt sich ein Selbstversorgungsgrad von 129 Prozent.

## Kultur

### Anbau und Ernte

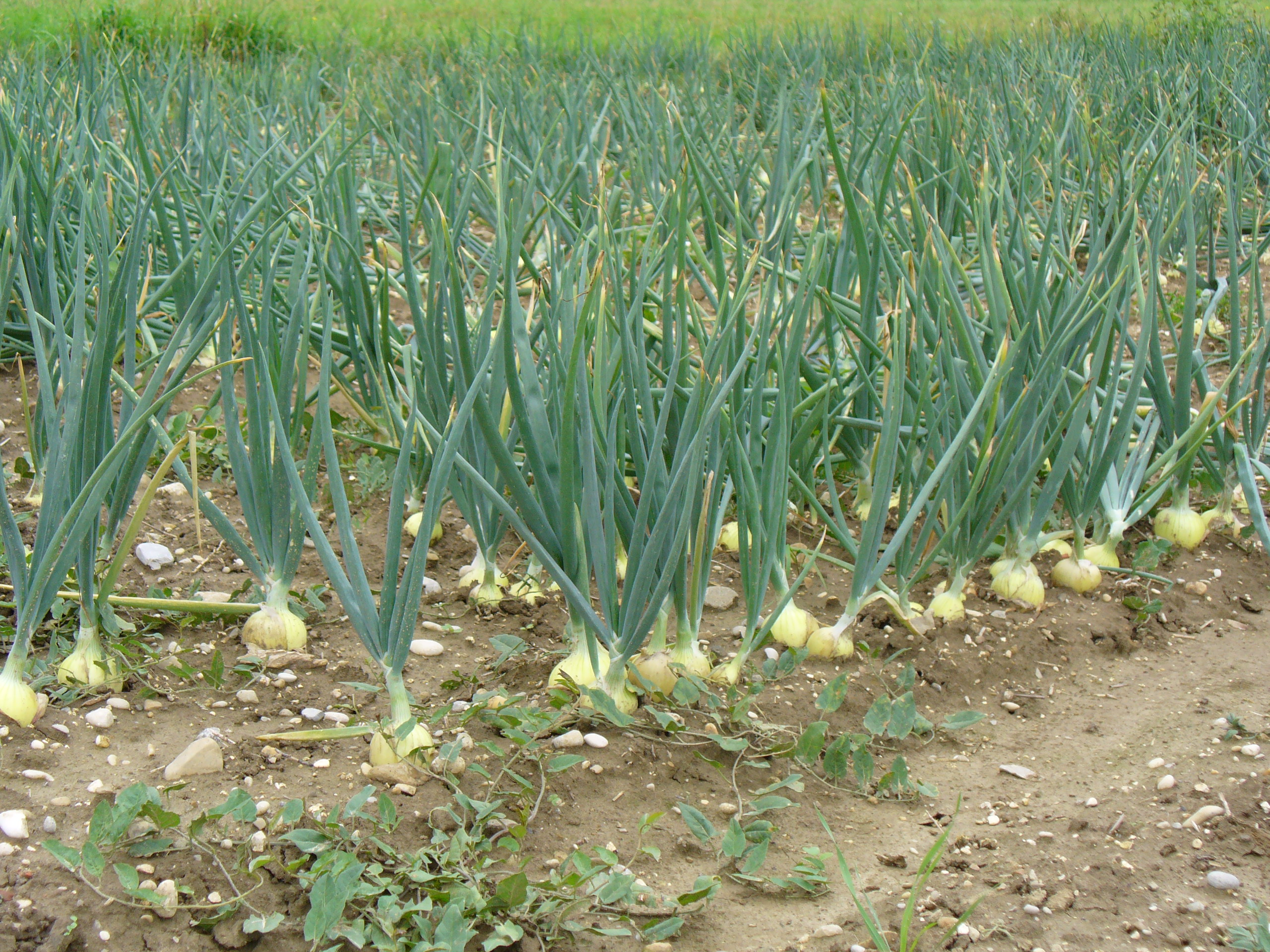
Feldanbau von Zwiebeln

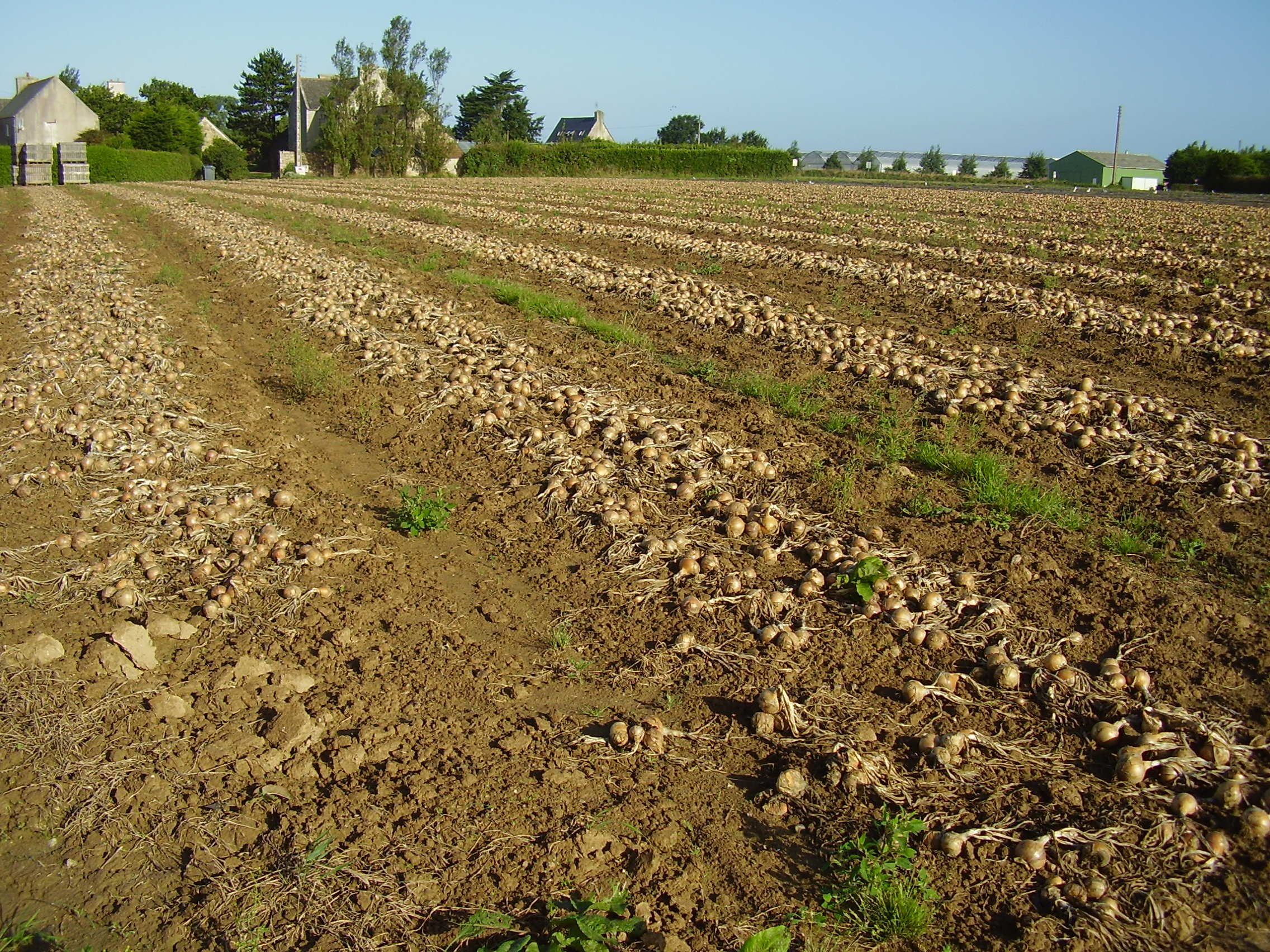
Zwiebeln direkt vor der Ernte

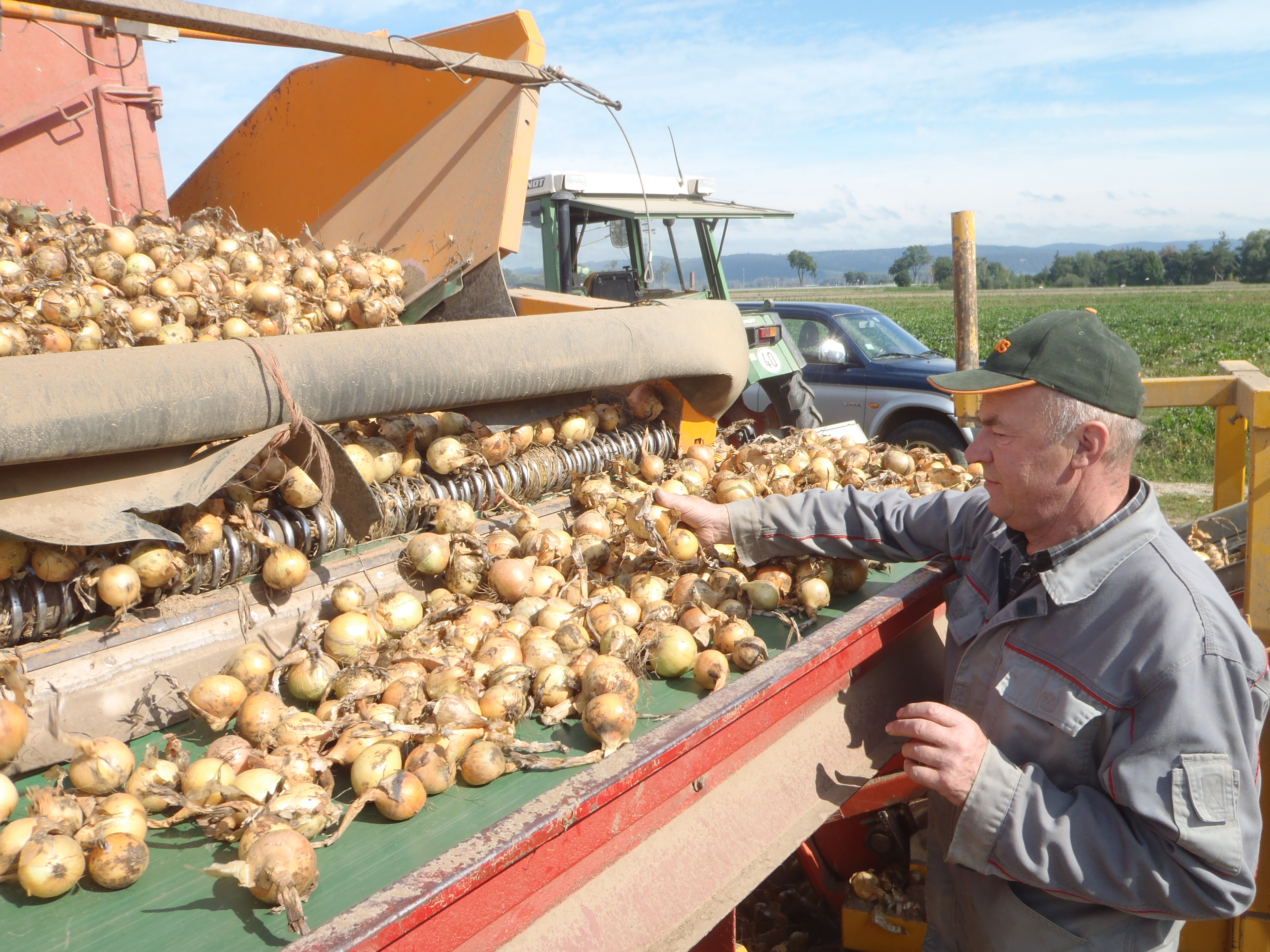
Zwiebelernte in Bayern

Die Zwiebel ist eine sehr sortenreiche Kulturpflanze. Bekannt sind im deutschsprachigen Raum unter anderem die Sorten „Rote Braunschweiger“ (rotfleischig), „Stuttgarter Riesen“ (weißfleischig) und „Zittauer Gelbe Riesen“ (weißfleischig).
Hauptanbaugebiete für Zwiebeln in Deutschland sind Niedersachsen und Bayern. Die Zwiebel bevorzugt milden oder sandigen Lehm sowie Lössboden in sonniger, warmer Lage. Der Boden sollte abgesetzt und feinkrümelig sein, weshalb die Grundbodenbearbeitung (z. B. durch Umgraben oder Pflügen) bereits im vorhergehenden Herbst erfolgen sollte. Weiter sollte der Boden keine unverrotteten Dungstoffe enthalten und nur verhalten mit Stickstoff gedüngt sein, da die Zwiebeln sonst schlecht abreifen und auf Kosten der Zwiebelbildung zu viel Laub entwickeln. Im gewerblichen Speisezwiebelanbau wird daher auf eine übermäßige Stickstoffdüngung bereits zur Vorfrucht verzichtet.
Nach der Anbaumethode unterscheidet man zwischen „Sommerzwiebeln“ und „Winterzwiebeln“. Sommerzwiebeln (die eigentlichen Küchenzwiebeln) werden im zeitigen Frühjahr gesät oder, bei Steckzwiebelkultur, gesteckt und zwischen August und Oktober geerntet, wobei insbesondere spätere Sorten von fester Konsistenz bis in den März des Folgejahres lagerfähig sind. Die etwas saftigeren und milderen Winterzwiebeln – besser gesagt überwinternd kultivierte Zwiebeln – werden im August gesät, reifen im nächsten Frühjahr heran und können ab Juni geerntet werden, sind jedoch nur kurze Zeit lagerfähig.
Bei der ebenfalls als Winterzwiebel bezeichneten Allium fistulosum handelt es sich um eine andere Pflanzenart, die sich von der Küchenzwiebel in vielen Eigenschaften unterscheidet, u. a. durch ihre bedeutend unscheinbareren Speicherorgane. Jedoch können beide Arten zu „Silberzwiebeln“ verarbeitet werden.
Der Anbau der Zwiebel als Sommerzwiebel zu Speisezwecken kann sowohl in einem einjährigen Verfahren durch unmittelbare Aussaat als auch in einem zweijährigen Verfahren durch das Pflanzen („Stecken“) von Steckzwiebeln erfolgen. Steckzwiebeln sind kleine, etwa haselnussgroße Zwiebelchen, welche durch besonders enge Aussaat im Vorjahr gewonnen wurden. Damit die aus Steckzwiebeln gezogenen Zwiebelpflanzen nicht zum Schossen (Blühen) neigen, werden sie nach der Ernte einer drei- bis vierwöchigen Warmlagerung (Darre) bei Temperaturen von 30 bis 40 °C unterzogen. In der Regel werden Steckzwiebeln daher über den Samenhandel bezogen.
Die Aussaat der Zwiebel erfolgt bei einer Saattiefe von circa 1 bis 2 cm und Reihenabständen um 25 bis 40 cm auf abgetrocknetem Boden März bis Anfang April. Die Größe der erntereifen Zwiebeln kann entscheidend über die Bestandsdichte beeinflusst werden. Beispielsweise wird zur Produktion mittelgroßer Zwiebeln bei der Aussaat bei Reihenabständen von 25 cm ein Abstand der Pflanzen in der Reihe von rund 4 bis 5 cm angestrebt, sodass sich circa 80 bis 120 Pflanzen pro m² entwickeln können. Säzwiebeln sind, abhängig von Aussaattermin, Sorte und Anbauregion, zwischen August und Oktober erntereif.
Das Setzen von Steckzwiebeln erfolgt in ähnlichen Abständen in eine Tiefe von circa 4 cm so, dass die Spitze noch gerade eben zu sehen ist, ebenfalls im März bzw. April. Aus Steckzwiebeln gezogene Speisezwiebeln sind bereits früher, ab Juli, erntefähig. Trockenes, sonniges Spätsommerwetter zur Erntezeit ist mit entscheidend für die Lagerfähigkeit und Haltbarkeit der geernteten Zwiebeln. Die Lagerung sollte unter trockenen, kühlen und luftigen Bedingungen erfolgen. Aus Steckzwiebeln gezogene Zwiebeln sind weniger haltbar als gesäte Zwiebeln.
Zur Samenzucht bringt man die Zwiebeln im März in ein ganz flaches, stark gedüngtes Beet und stellt sie 30 bis 45 cm weit voneinander. Der Samen bleibt drei Jahre keimfähig.

### Trivialnamen und Wortherkunft

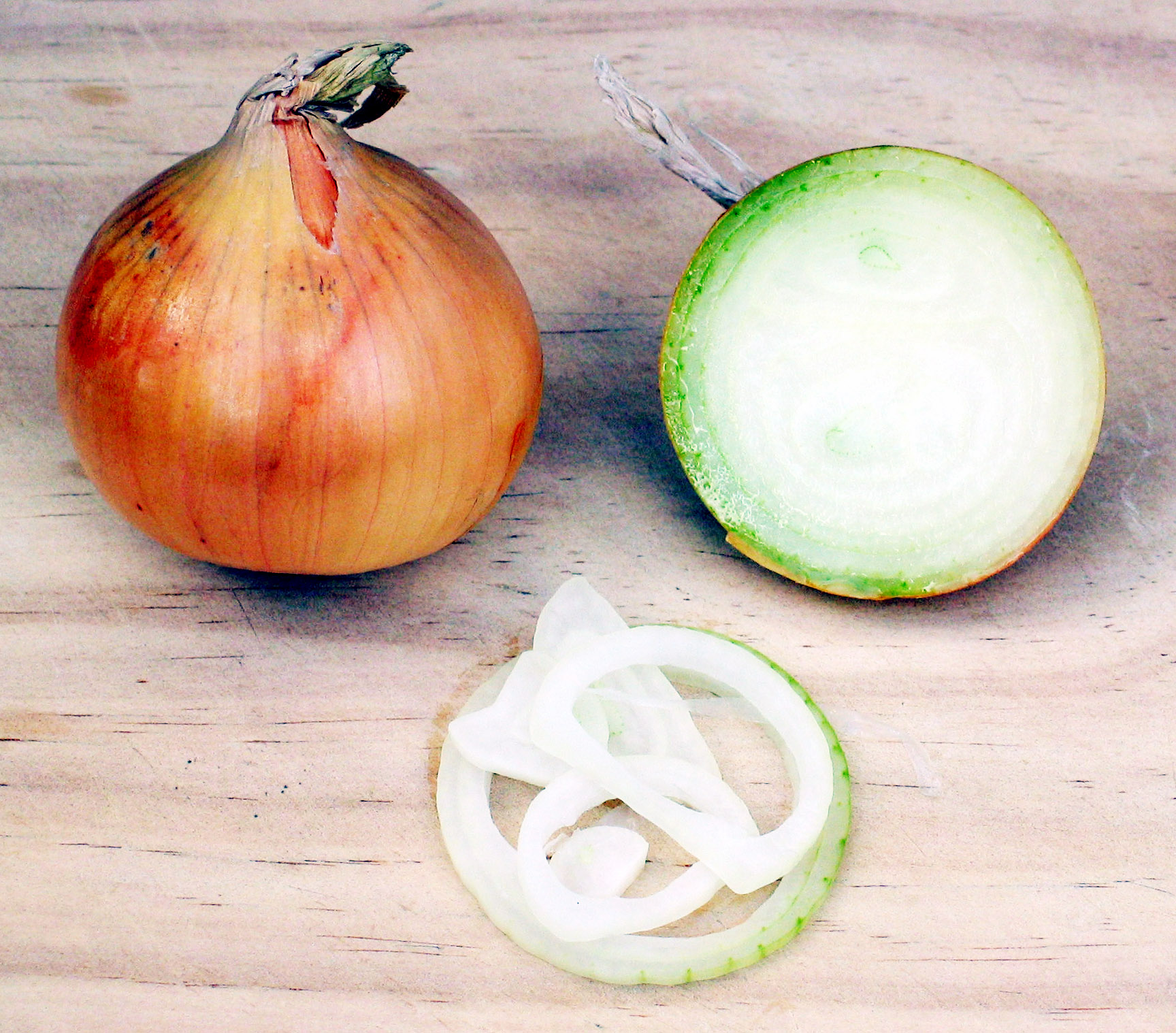
Zwiebeln

Weitere, regional gebräuchliche Bezeichnungen für die Zwiebel (in lateinischen Texten cepa, Plural cepae bzw. mittellateinisch cepe) sind beispielsweise Bolle (Brandenburg), Bölle (östliche Hälfte der Deutschschweiz), Bülle (Höri um Moos (am Bodensee)), Engnin (niederdeutsch), Nislauch, Oellig (Bayern, Eifel), Twiwel (Göttingen), Unlouch, Vich, Vick, Zibbel (Hessen, Ruhla), Zibele (westliche Deutschschweiz), Zibölle, Zipel (Ostfriesland, Göttingen, Waldeck), Zippeln (Hessen, Holstein), Zipolle (Altmark, Bremen, Hessen, Mecklenburg), Zweibel (Siebenbürgen), Zwibbel (Siebenbürgen). Mittelhochdeutsch sind zahlreiche Laut- und Schreibvarianten vertreten: Cibol, Cibüll, Cipolle, Czipell, Czwebeln, Czwifall, Czwipolle, Siebel, Sipolle, Sypolle, Syppolle, Tzibol, Tzipolle, Ulch, Ulk, Unlauch, Unleuch, Zuboell, Zubul, Zwibel, Zwiblon, Zwibol, Zwifel, Zwippull, Zwiwwel, Zwobelm, Zybel, Zybölle und Zypel. Mittelniederdeutsch kennt man etwa Olich, Oyllich.
Viele diese Begriffe leiten sich von der spätlateinischen Verkleinerungsform cēpulla zu lateinisch cēpa ab, das selbst wiederum ein Lehnwort aus einer unbekannten Sprache ist. Das deutsche Zwiebel geht über auf Althochdeutsch zwibolla ebenfalls darauf zurück, wobei althochdeutsch zwibollo eine volksetymologische Umdeutung als „zweifache Bolle“ ist.

### Kultur
Seit 1976 gibt es in der Gemeinde Moos (am Bodensee) und Umgebung das Bülle-Fest. Die Bülle ist eine lokale, sehr mild schmeckende Zwiebelsorte, die es nur auf der Höri gibt. Das Fest findet jährlich am ersten Oktobersonntag statt.
In Henrik Ibsens Drama Peer Gynt und, daran angelehnt, in Günter Grass’ autobiografischer Erzählung Beim Häuten der Zwiebel dient dieselbe als Metapher für Erinnerung. In Émile Zolas Roman Germinal charakterisiert der Autor den Geruch gebratener Zwiebeln in einem Bergarbeiterdorf als "Geruch der Armut". In Wilhelm Buschs naturgeschichtlichem Alphabet wird sie für eine antisemitische Karikatur verwendet.

## Verwendung

### Küche

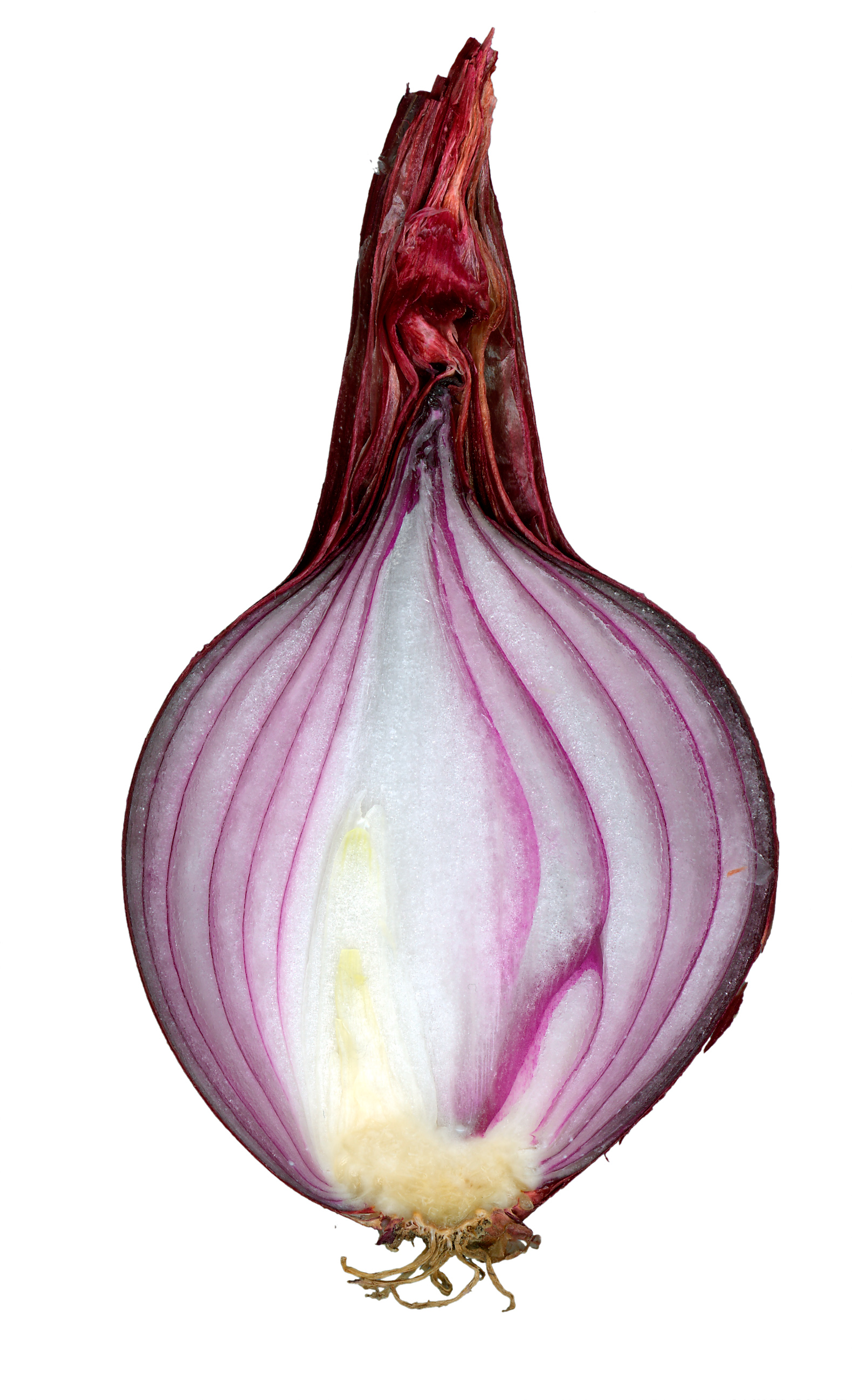
Rote Zwiebel längs aufgeschnitten

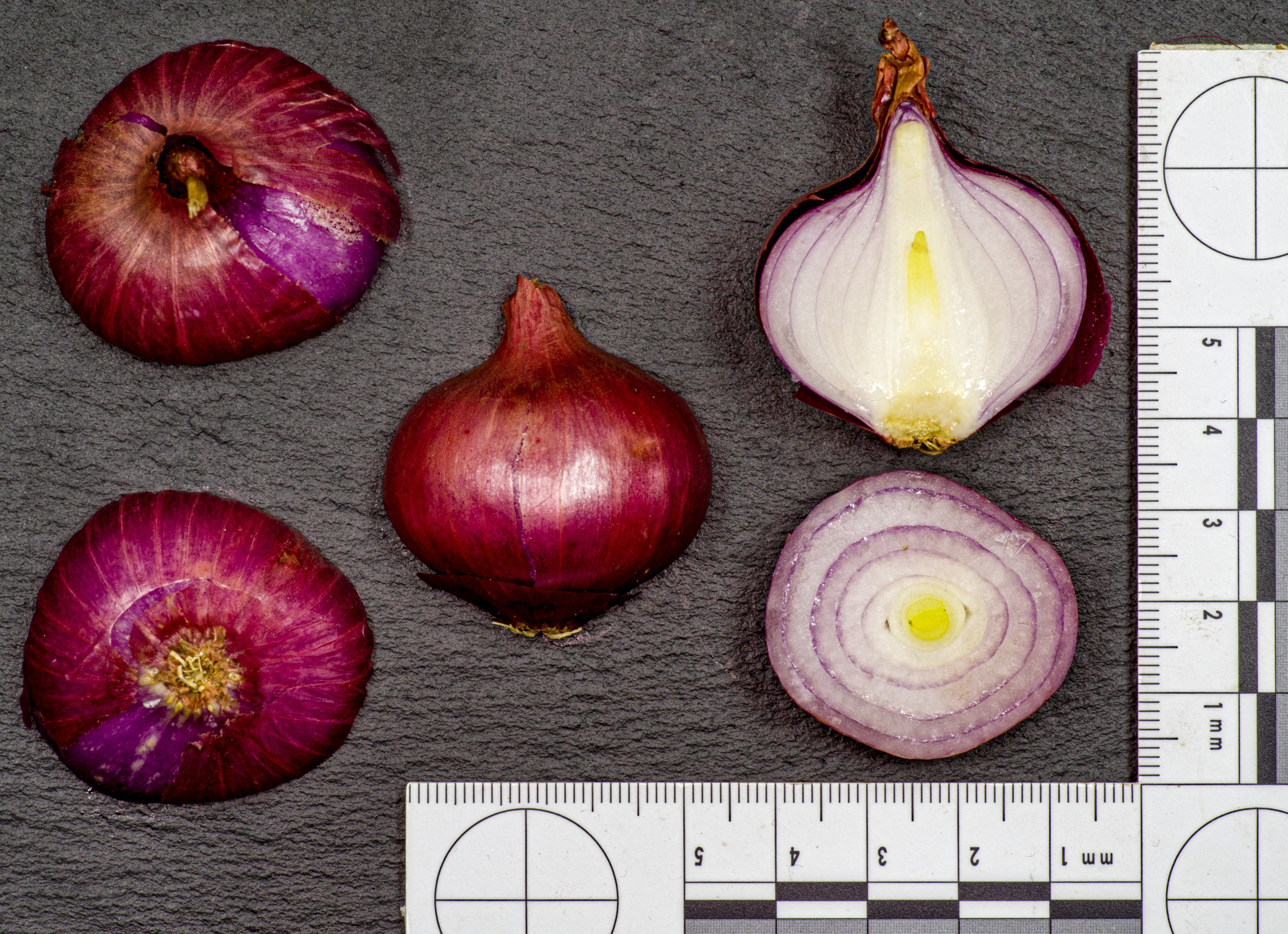
Querschnitte der Zwiebelsorte Höri Bülle von der Halbinsel Höri im Bodensee

Verwendet wird der Zwiebellauch oder die eigentliche Zwiebel meist fein gehackt oder in Ringe geschnitten. Sie wird roh oder geröstet gegessen oder beim Garen anderer Speisen (so etwa im Gemüse) mitgedünstet. Zwiebeln enthalten ein sulfidhaltiges ätherisches Öl und wirken dadurch reizend auf den Magen. Durch Kochen, Dünsten oder Braten wird aus den glykosidischen Verbindungen der Zwiebel der Zucker freigesetzt. Die Zwiebel wird dadurch süßer. Angeschnittene Zwiebeln sollten nicht oder nur in der Käseglocke im Kühlschrank aufbewahrt werden, da sich ihr Geruch auf alle anderen Lebensmittel und Verpackungen überträgt. Auch ihr Geschmack leidet.
Eine sachgemäße Aufbewahrung eines „Handvorrats“ kann in einem in der Nähe des Küchenarbeitsbereiches platzierten Zwiebeltopf erfolgen.
Zwiebelgerichte:
- Zwiebelkuchen
- Bollenfleisch
- Zwiebelsuppe
- Stifado

### Zwiebeln als Fleischzartmacher

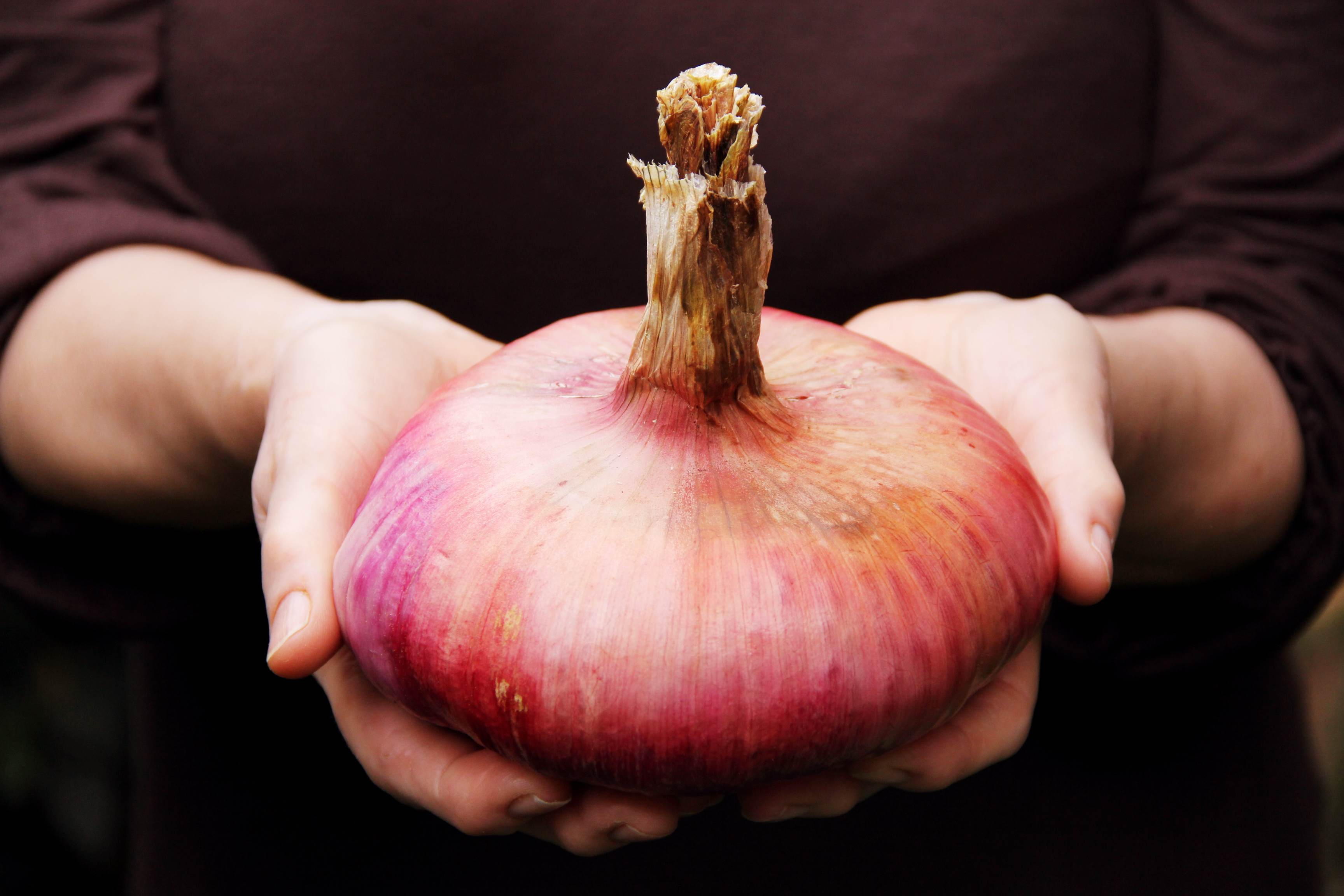
Rote Zwiebelsorte aus Acquaviva, Italien

Vor allem in älteren Rezepten vom Balkan, aus dem östlichen Mittelmeerbereich und dem Nahen Osten wird Zwiebelsaft (Presssaft aus Zwiebeln von Allium cepa L.) als Fleischzartmacher eingesetzt. Dazu werden Fleischwürfel, die sonst eher zäh sind, etwa Teile vom Hammel, über Nacht in einer Mischung aus Zwiebelsaft und (Oliven-)Öl oder in Milch nach Belieben mit Gewürzen eingelegt. Insbesondere für Grillfleisch empfiehlt sich das Verfahren. In der modernen Küche, die auf möglichst kurze Zubereitungszeiten Wert legt, wird diese Verfahrensweise in Hinblick auf die lange Marinierzeit und den Aufwand immer seltener genutzt.
Auch der klassische Spießbraten profitiert von der Zwiebel als Weichmacher. In das Fleisch werden rohe Zwiebeln sowie Pfeffer und Salz eingewickelt. Nach einer Ruhezeit von wenigstens zwölf Stunden besitzt das Fleisch beste Voraussetzungen für einen durchgehend saftigen Braten und erhält zudem einen charakteristischen Geschmack.

### Gemüse- oder Metzgerzwiebeln
Unter der Sammelbezeichnung „Gemüsezwiebeln“ oder „Metzgerzwiebeln“ werden umgangssprachlich Sorten mit sehr großen und mild schmeckenden Zwiebeln zusammengefasst, die sich besonders zur Zubereitung bzw. zum Verzehr als Gemüsebeilage in den entsprechenden Portionen eignen.

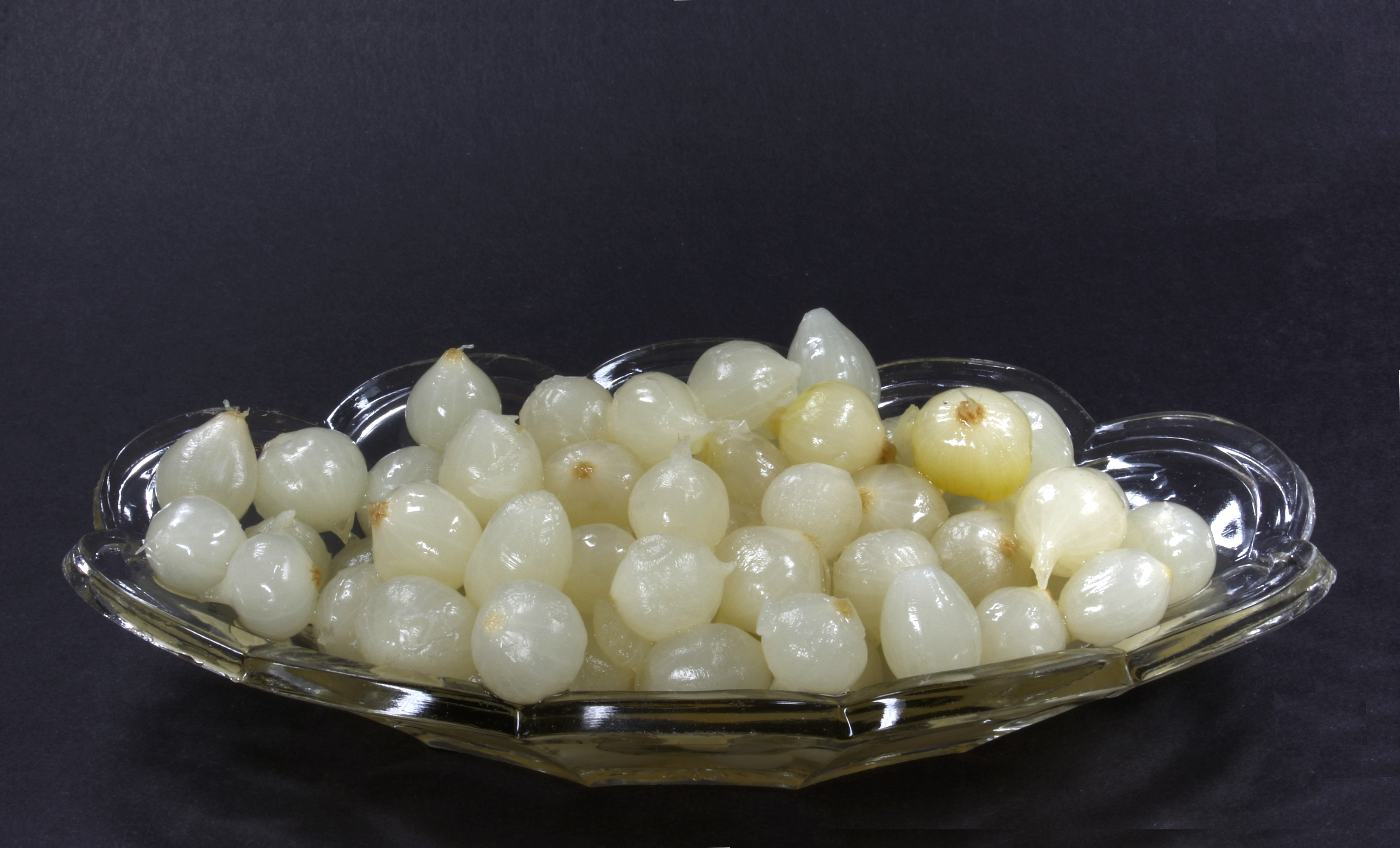
Eine Schale mit Silberzwiebeln

Eines der traditionellen österreichischen Anbaugebiete für die Gemüsezwiebel ist die Region rund um Laa an der Thaya in Niederösterreich. Aus diesem Grund ist die Küchenzwiebel sowie die bis zu 15 cm durchmessende Gemüsezwiebel in das Register der Traditionellen Lebensmittel aufgenommen worden. Auch die entsprechende Gegend ist als Laaer Zwiebel unter den Genussregionen Österreichs registriert.

### Silberzwiebeln
Die Silberzwiebel (nicht zu verwechseln mit der Perlzwiebel) ist eine besonders kleine Sorte (15–35 mm Durchmesser), der ihre schützende Schale fehlt, weswegen sie besonders empfindlich ist. Im Handel sind sie vorwiegend in Gläsern erhältlich. Ihr Name kommt von der hellsilbrig scheinenden Außenhaut. Frische Silberzwiebeln werden hauptsächlich aus den Niederlanden importiert und zu Sauerkonserven, wie Mixed Pickles, verarbeitet.

## Inhaltsstoffe

Chemische Strukturformel von Isoalliin

Wie alle Arten der Gattung Allium enthalten Zwiebeln keine Stärke, sondern bilden und speichern Fructane als Reservestoff. Das menschliche Verdauungssystem ist nicht in der Lage, Fructane enzymatisch zu spalten und im Dünndarm zu resorbieren. Sie gelangen unverdaut in den Dickdarm und können dort von den Bakterien der natürlichen Flora verstoffwechselt werden, die dabei Gas produzieren. Nach dem Genuss von Zwiebeln kommt es daher häufig zu Flatulenz, für deren Geruch neben den Abbauprodukten der Fructane auch die der schwefelhaltigen Inhaltsstoffe verantwortlich sind.
Charakteristisch ist die im Zellplasma enthaltene schwefelhaltige Aminosäure Isoalliin. Nach Verletzungen der Zellstruktur wird sie durch das in den Zellvakuolen vorliegende Enzym Alliinase zunächst zu Propensulfensäure umgewandelt. Weitere Reaktionen schließen sich an, in deren Verlauf zahlreiche Verbindungen entstehen, darunter das die Schleimhäute reizende Propanthial-S-oxid. Deshalb tränen beim Schneiden der Zwiebel die Augen, wenn die Substanz durch Spritzer oder Verdunstung an diese gelangt. Durch die Verwendung scharfer Messer wird das Austreten der Substanz erheblich reduziert.
Beim Schneiden von Zwiebeln kann es aufgrund dieser Inhaltsstoffe zu einer rosa Verfärbung kommen. Der Farbstoff entsteht durch Reaktionen der Aminosäuren mit den Schwefelverbindungen. Eine ähnliche Verfärbung ins Grünliche kann auch beim Schneiden von Knoblauch beobachtet werden. Gesundheitlich sind die Farbstoffe völlig unbedenklich.
Die meisten Pflanzenzwiebeln sind für den Menschen giftig oder zumindest sehr unbekömmlich. Küchenzwiebeln und ihre Verwandtschaft bilden dabei fast die einzige Ausnahme, die jedoch nicht für andere Säugetiere gilt. Für Tiere sind auch Küchenzwiebeln in jeglicher Form (roh, gekocht, getrocknet) giftig. Am empfindlichsten reagieren Rind, Pferd, Hund, Katze und Geflügel. Die Hunderassen Akita Inu und Shiba Inu sind wegen ihrer speziellen Stoffwechsellage besonders gefährdet.

## Analytik
Zur qualitativen und quantitativen Bestimmung von Inhaltsstoffen der Zwiebel kommen insbesondere chromatographische Verfahren in Koppelung mit der Massenspektrometrie zur Anwendung.

## Verwendung als Heilpflanze
Die Zwiebel war Heilpflanze des Jahres 2015. Als Heildroge dienen die frischen Zwiebeln. Für die Droge konnten antibakterielle, den Blutdruck, die Blutfette und den Blutzucker schwach senkende Wirkungen nachgewiesen werden, auch gerinnungshemmende und antiasthmatische Eigenschaften wurden nachgewiesen. Die Wirkungen hierfür sollen hauptsächlich auf die antioxidativen Schwefelverbindungen der Zwiebeln zurückzuführen sein. Die Positivmonographie der Kommission E des ehemaligen Bundesgesundheitsamtes gibt 1986 als Indikationen Appetitlosigkeit und die Vorbeugung von altersbedingten Gefäßveränderungen an.
Äußerlich verwendet man Zwiebelsaft oder Sirup bei Insektenstichen, Wunden, Furunkeln und zur Nachbehandlung von Blutergüssen.

## Schädliche Wirkungen

### Allergiepotenzial
Bei der Verarbeitung von Zwiebeln und Knoblauch können allergische Kontaktekzeme auftreten. Die Sensibilisierungsfrequenz (Häufigkeit) wird mit 4 bis 13 % angegeben. Als Allergene treten in diesem Fall wie beim Knoblauch niedermolekulare organische Schwefelverbindungen auf.
Des Weiteren sind seltene Allergien gegen drei Zwiebelproteine bekannt: All c 3 (ein Lipidtransfer-Protein), All c 4 (Profilin, Kreuzallergen mit Gräserpollen) und Alliin-Lyase (Kreuzallergen mit anderen Laucharten).

### Vergiftungen bei Tieren
Für einige Tiere (Katzen, Hunde, Rinder, Pferde, Vögel) sind Zwiebeln stark giftig. Die toxische Wirkung wird durch Propyldisulfide und Allicin hervorgerufen und tritt sowohl im rohen als auch gekochten oder getrockneten Zustand auf. Sie tritt auch bei anderen Alliumgewächsen wie Lauch, Bärlauch oder Schnittlauch auf. Die Vergiftungen führen zu einer Zerstörung der roten Blutkörperchen („Zwiebelanämie“). Bei der Katze sind schon 5 g/kg Körpermasse, beim Hund 15–20 g/kg rohe Zwiebeln toxisch.

## Geschichte

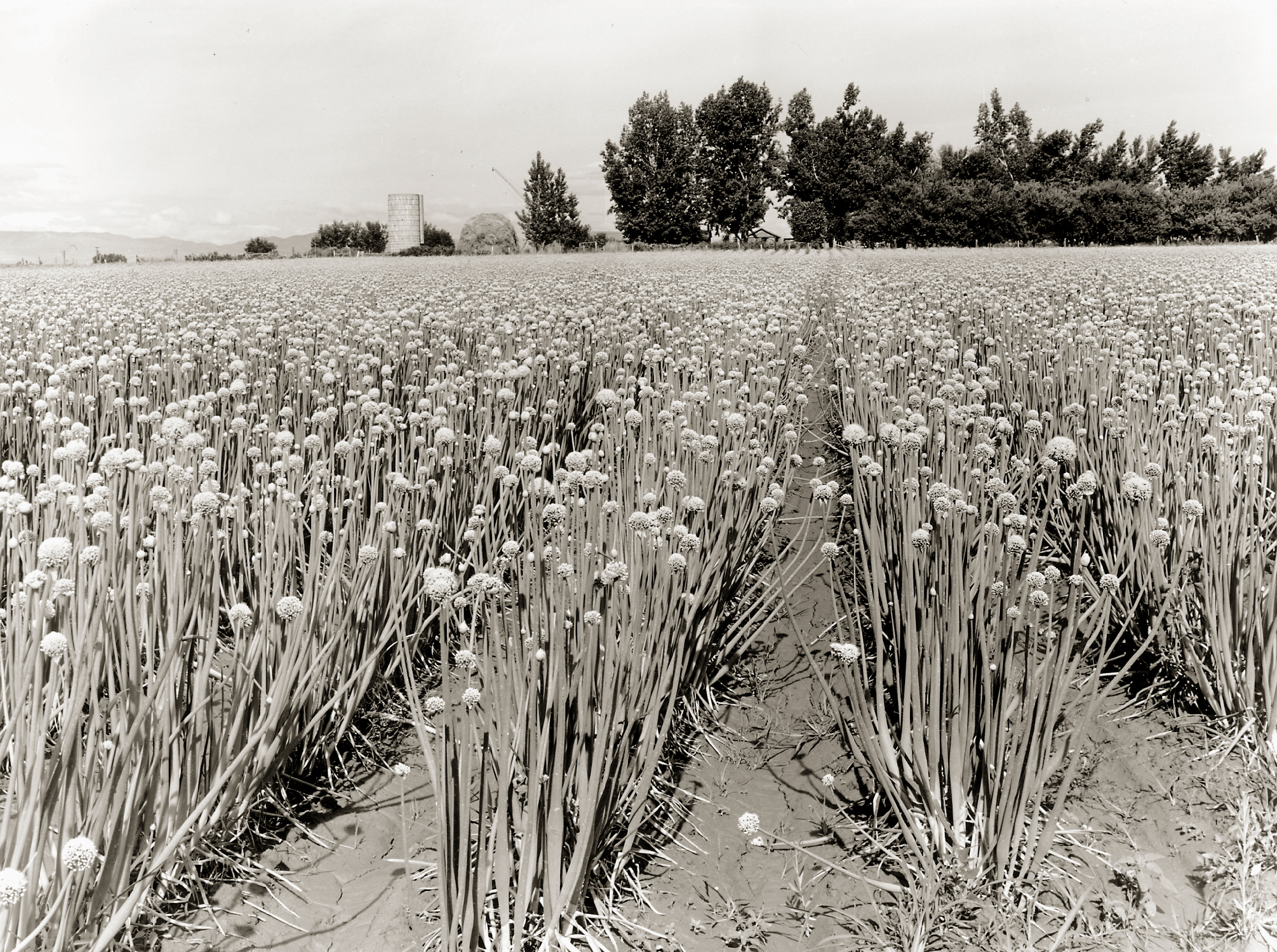
Zwiebelfeld um 1862 in Idaho, USA

Die Küchenzwiebel ist eine der ältesten Kulturpflanzen der Menschheit und wird schon seit mehr als 5000 Jahren als Heil-, Gewürz- und Gemüsepflanze kultiviert. Bei den alten Ägyptern wurden Zwiebeln den Göttern als Opfergabe gereicht, waren eine Art Zahlungsmittel für die beim Pyramidenbau eingesetzten Arbeiter und wurden den Toten als Wegzehrung für die Reise ins Jenseits beigelegt. Davon zeugen die im Grab des Tutanchamun gefundenen Zwiebelreste. Eine über 4000 Jahre alte sumerische Keilschrifttafel enthält Angaben zu Gurken- und Zwiebelfeldern und im Codex Hammurapi wurden Brot- und Zwiebelzuteilungen für die Armen festgelegt.
Bei den Römern zählten Zwiebeln zu den Grundnahrungsmitteln vor allem der weniger Begüterten. Römische Legionäre waren es auch, die die „cēpula“ (woher über die volksetymologische Umdeutung althochdeutsch zwibollo und mittelhochdeutsch zwibolle „zweifache Bolle“ das deutsche Wort „Zwiebel“ stammt) in Mitteleuropa verbreiteten. Hier wurden sie zu einer der am meisten verbreiteten Gemüsearten, durften auf keiner Tafel fehlen und dienten auch zusammen mit Theriak zur Bereitung eines Öls, welches durch Anregung der Schweißabsonderung vor der Pest schützen sollte. Etwa ab dem 15. Jahrhundert begann man in den Niederlanden, vielfältige, in Form, Farbe und Geschmack unterschiedliche Sorten gezielt zu züchten.

### Historische und künstlerische Darstellungen

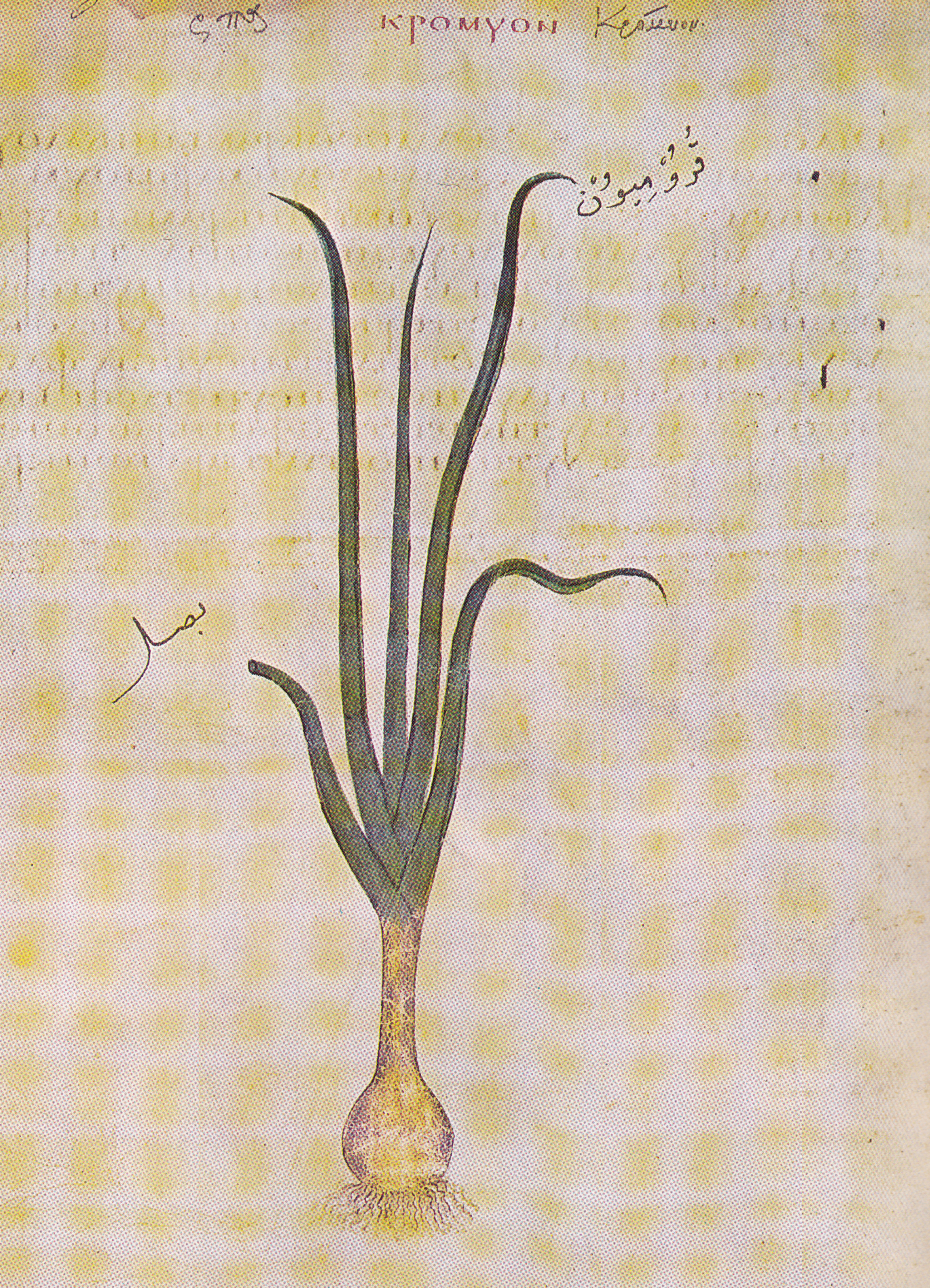
Wiener Dioskurides 6. Jahrhundert
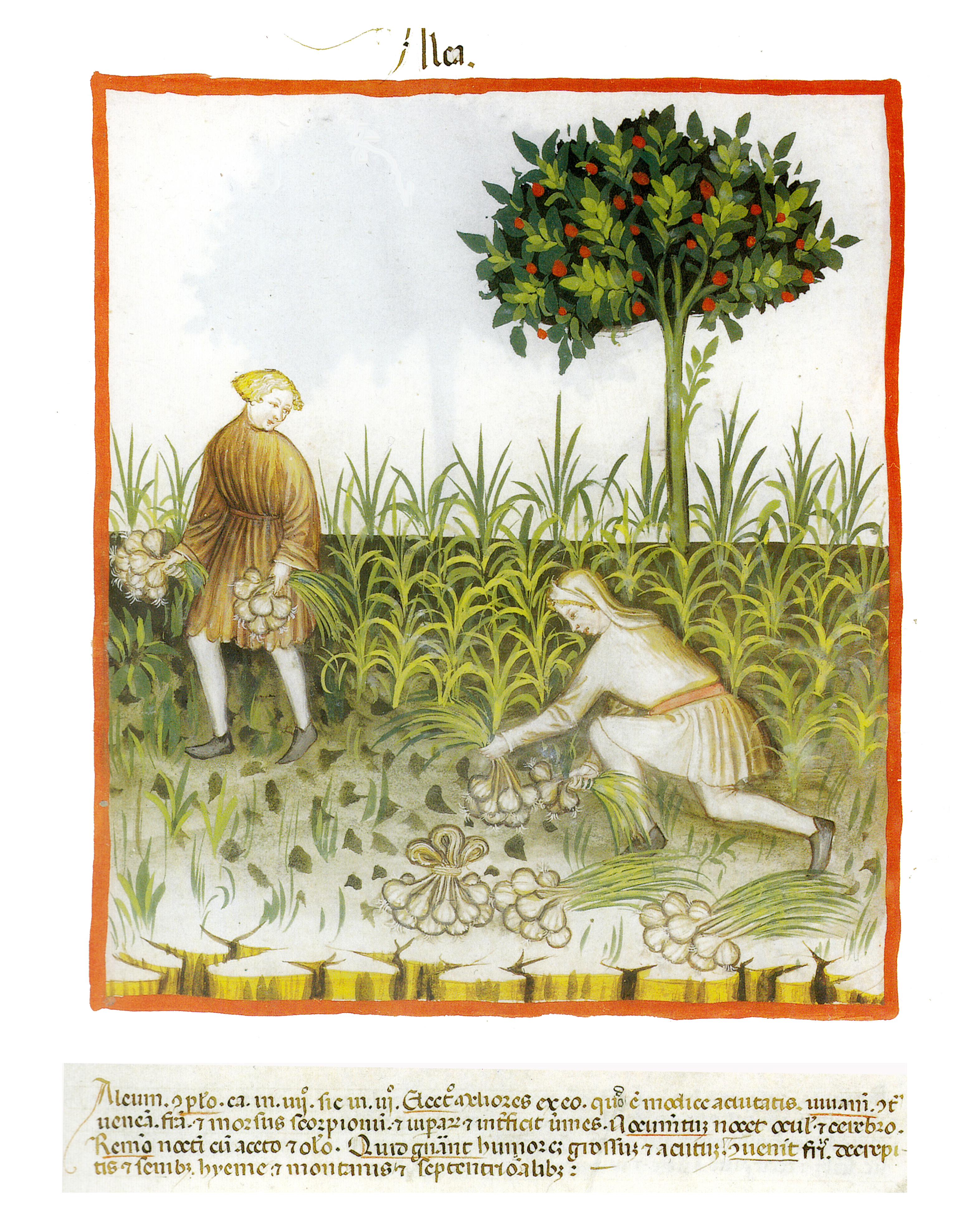
Tacuinum sanitatis. Manuskript des 14. Jh.
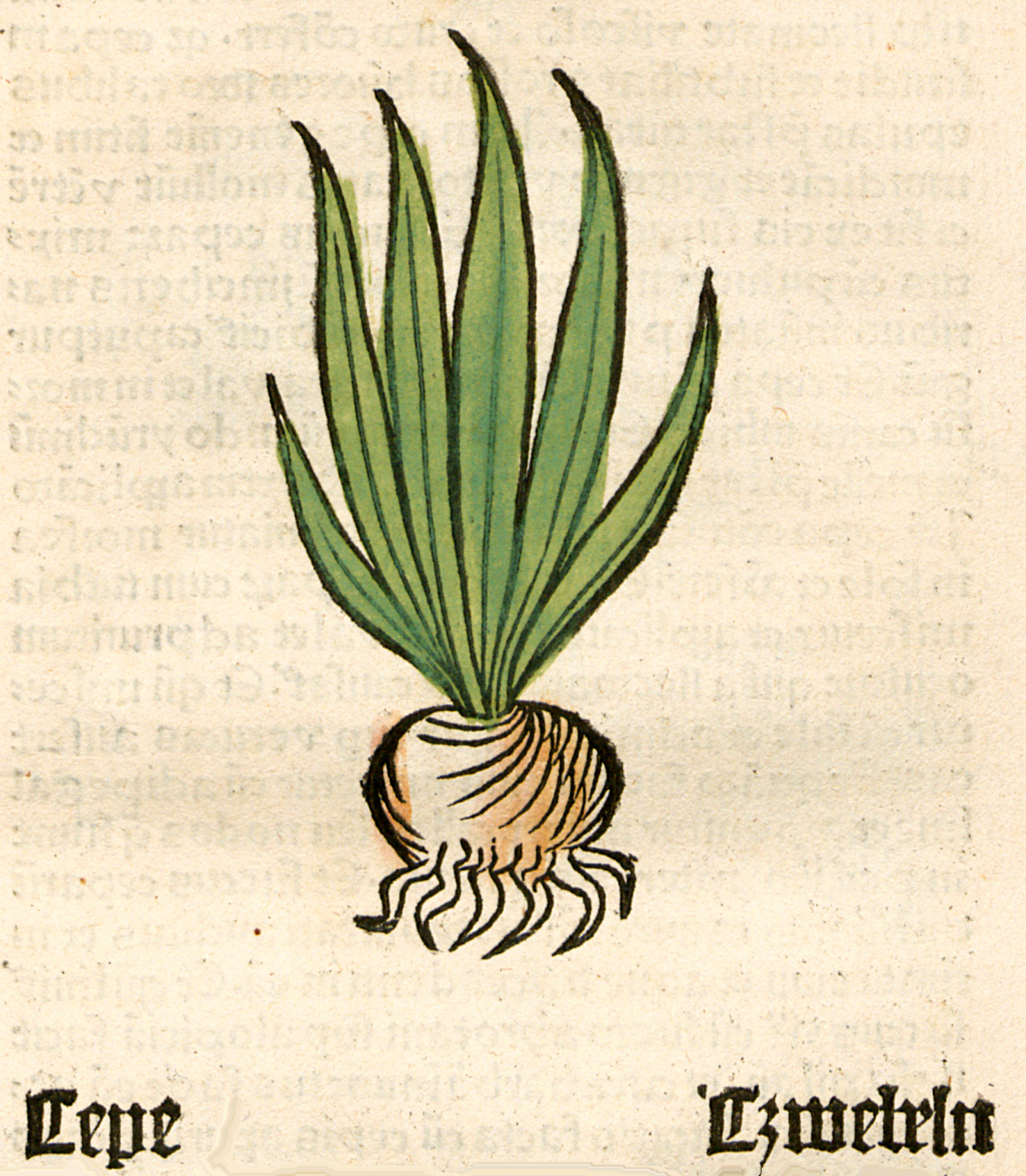
Herbarius Moguntinus 1484
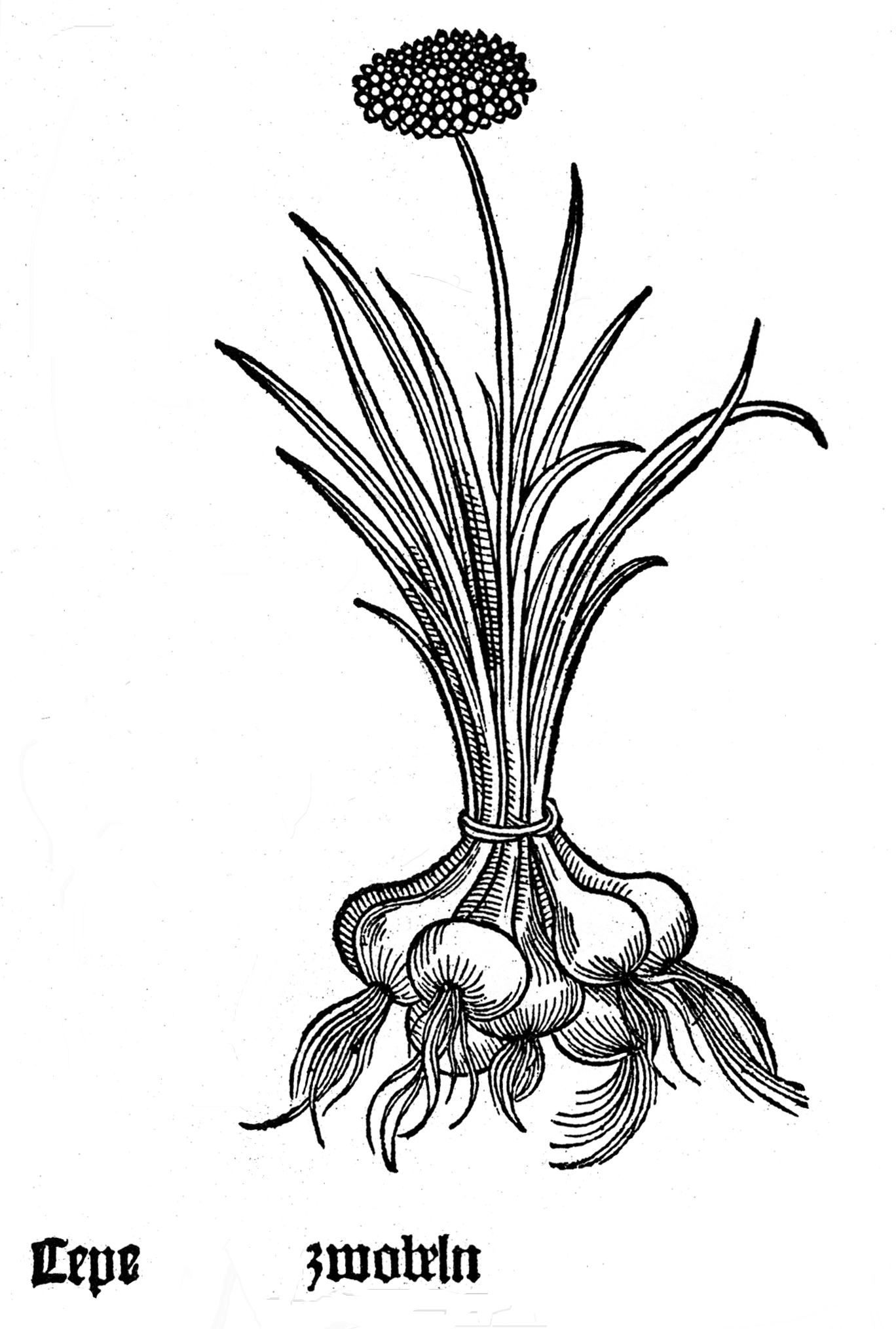
Gart der Gesundheit 1485
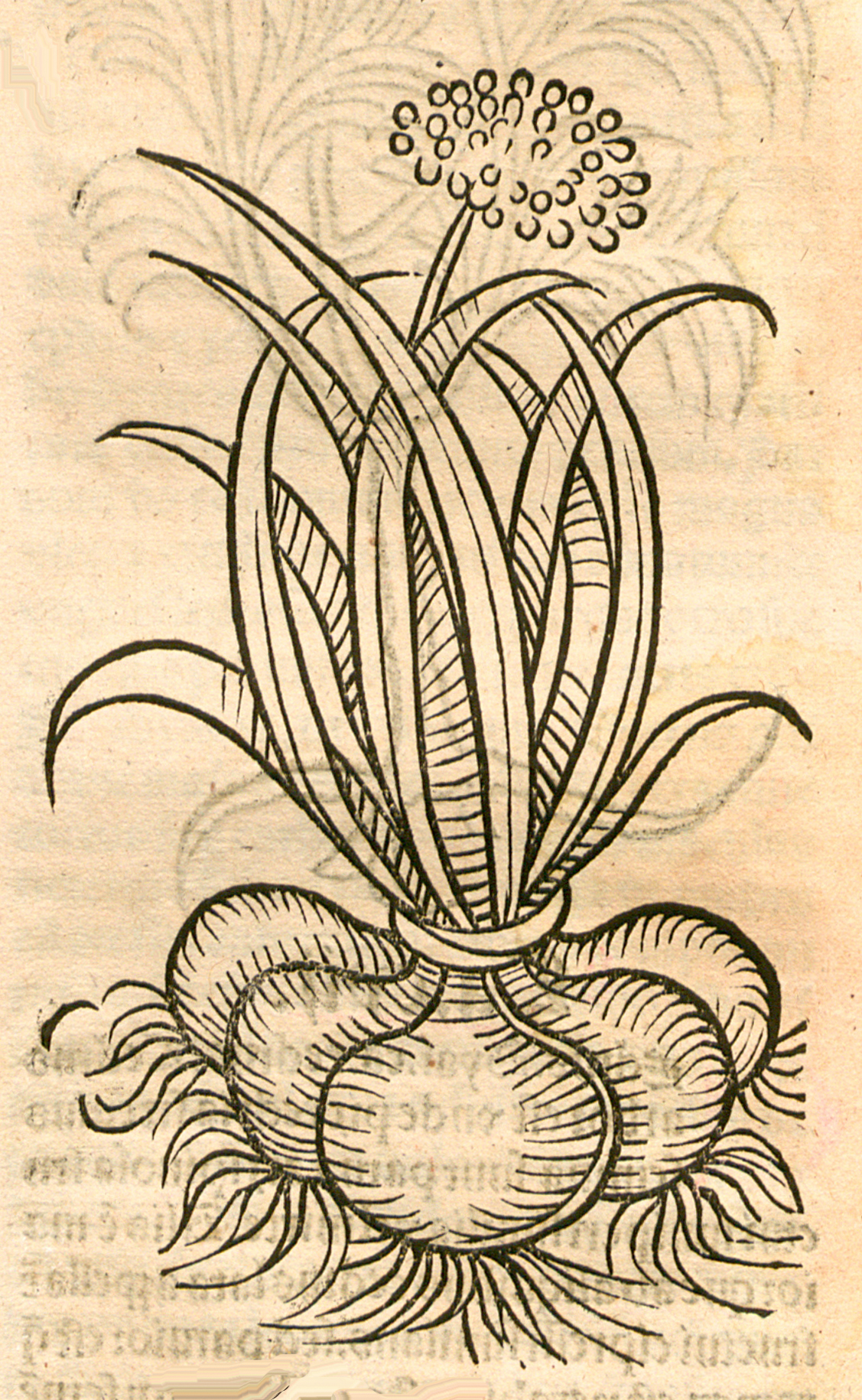
Hortus sanitatis 1491
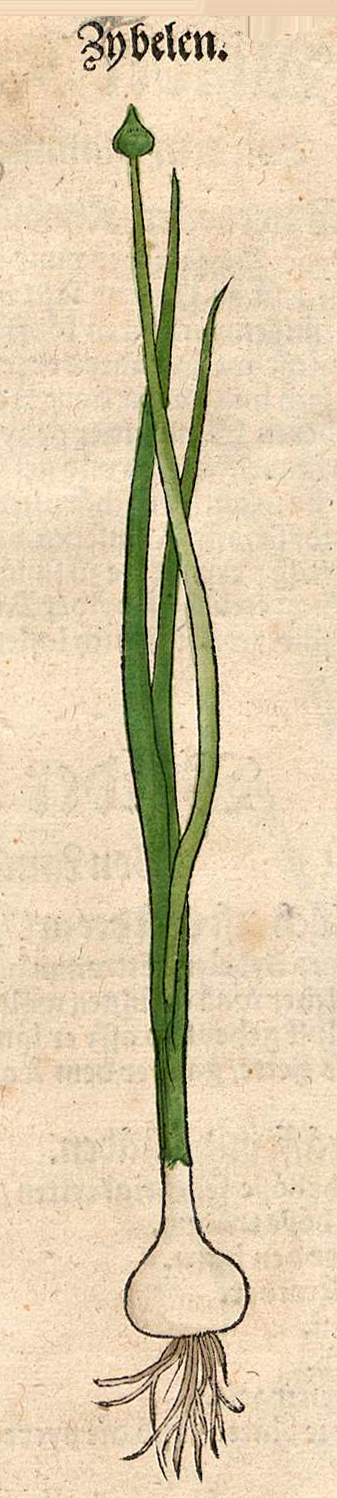
Otto Brunfels 1537
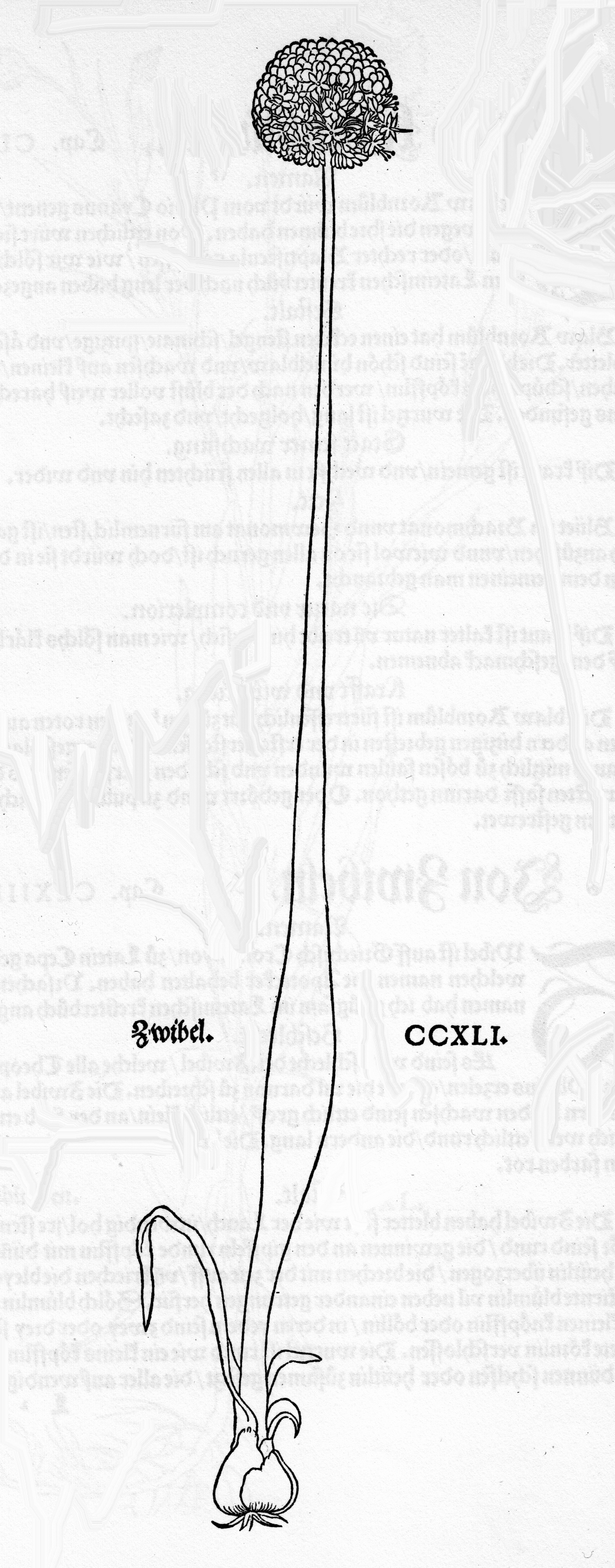
Leonhart Fuchs 1543
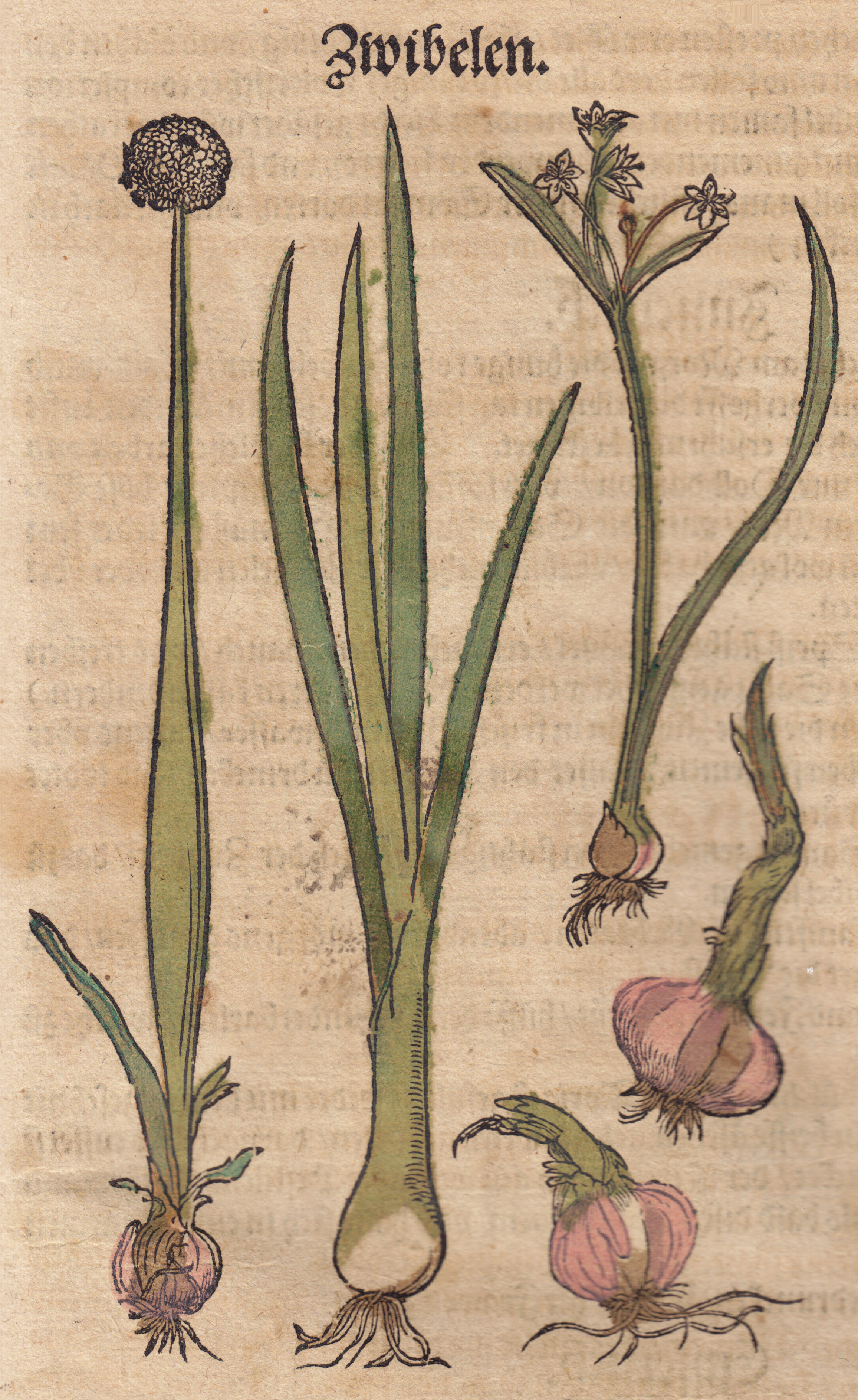
Hieronymus Bock 1546
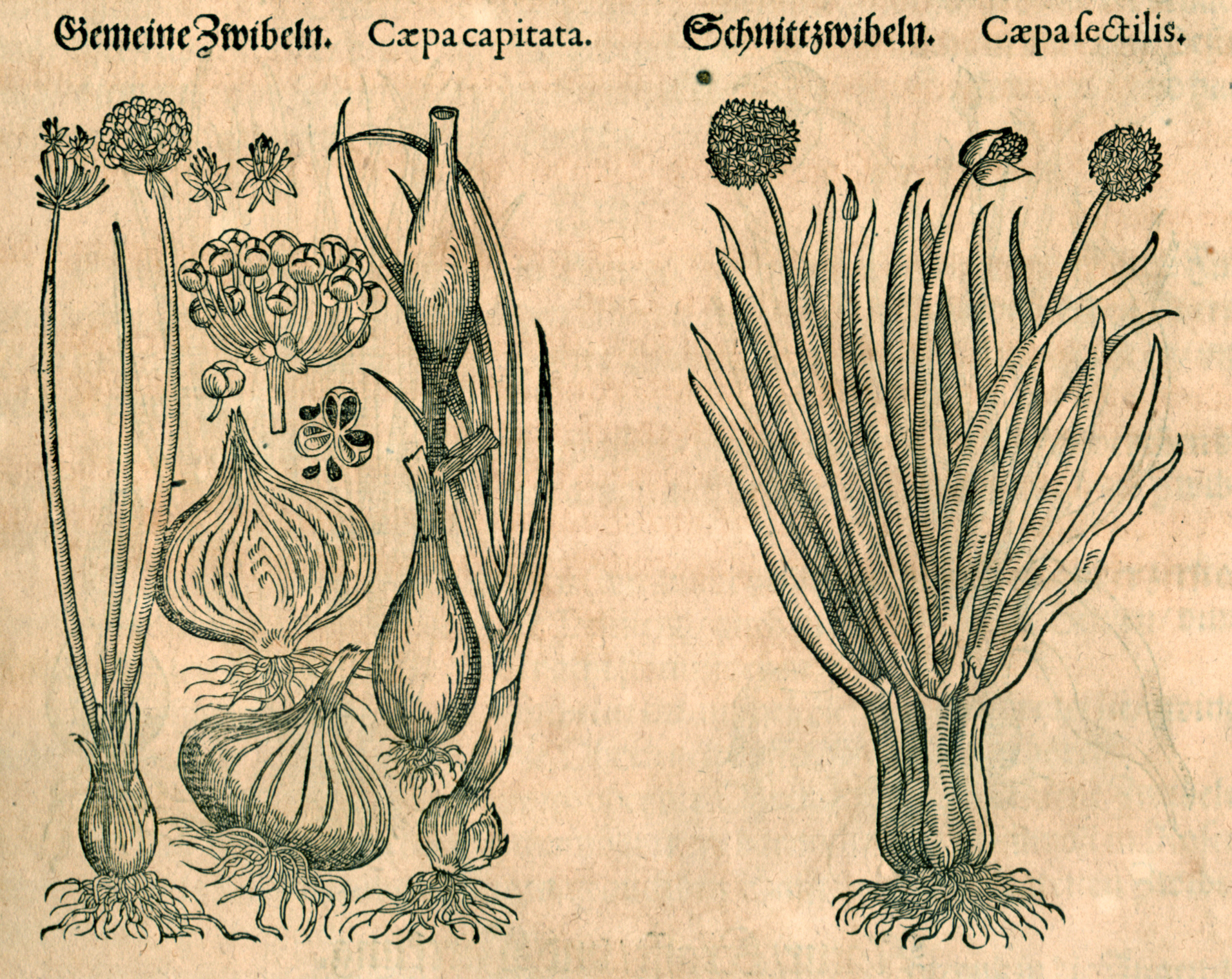
Mattioli / Handsch / Camerarius 1586
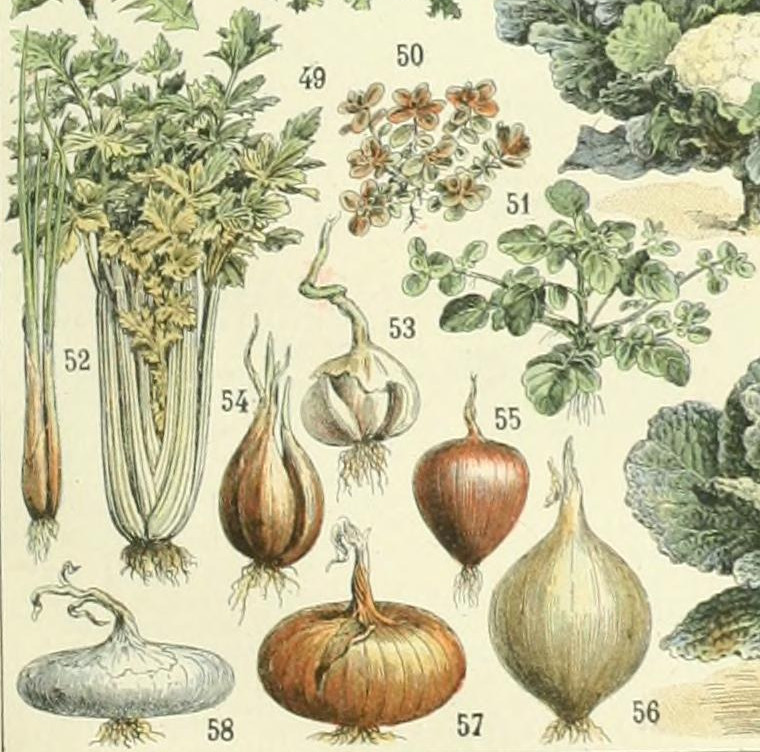
Adolphe Millot ca. 1800
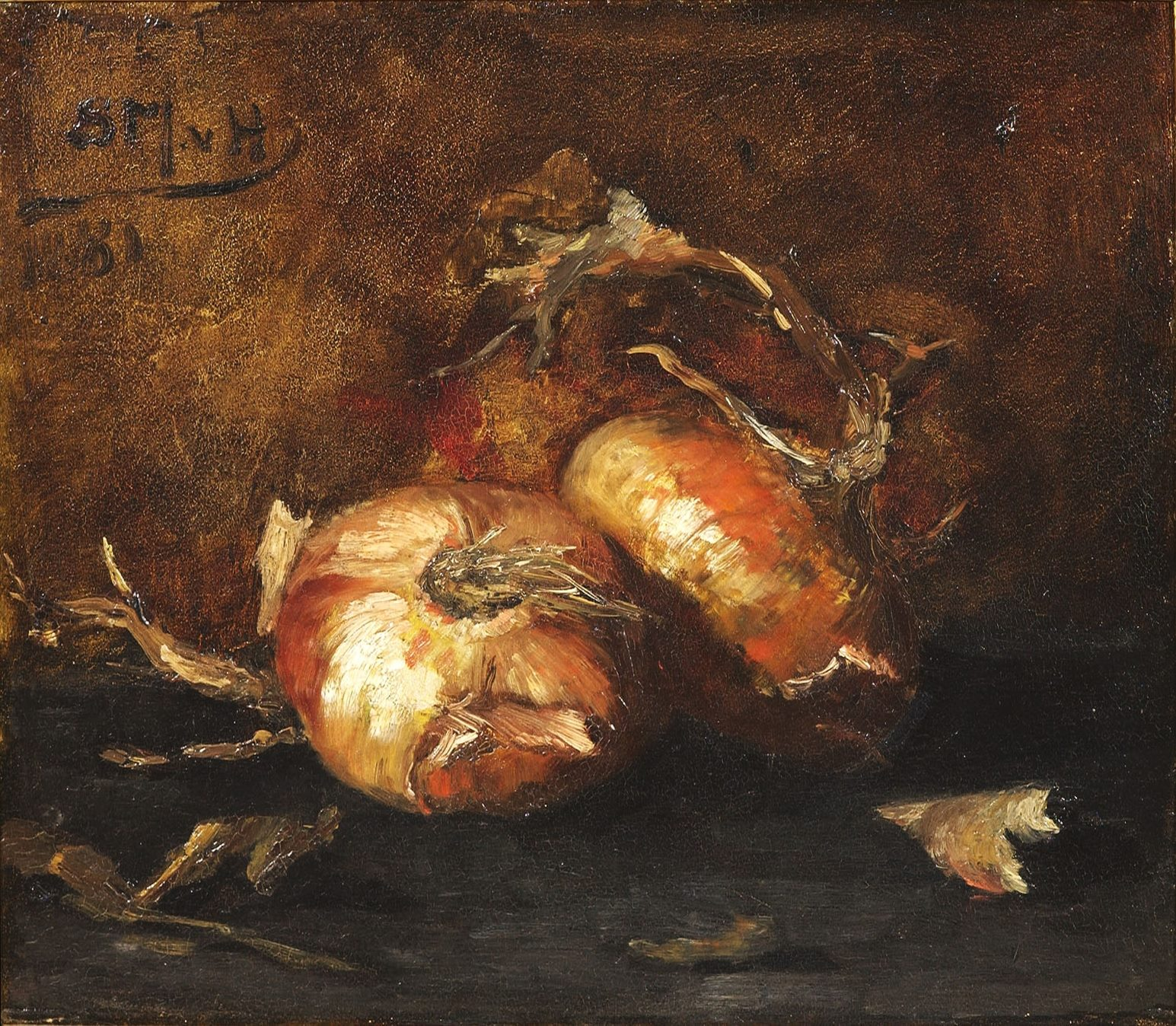
Sientje van Houten, 1881
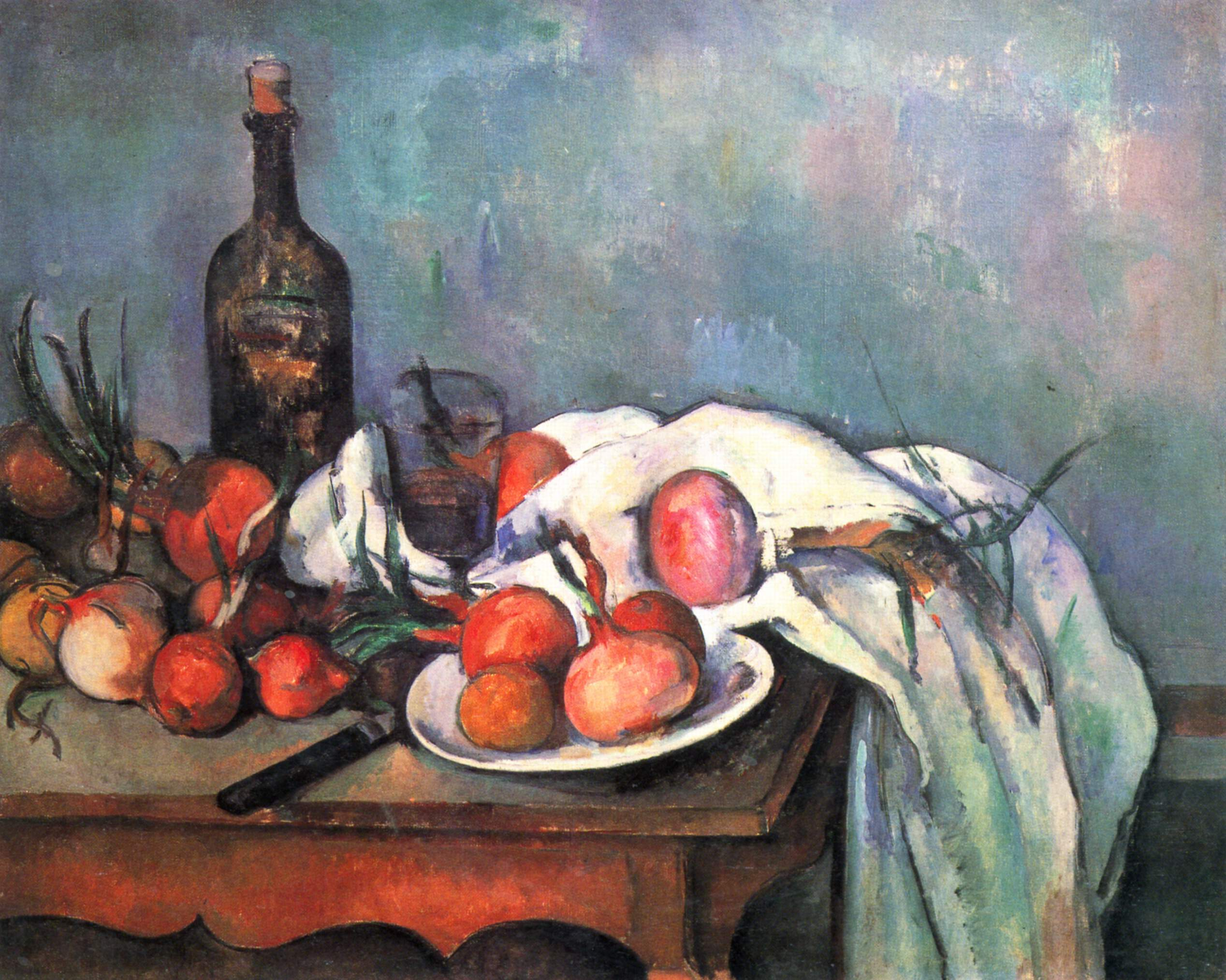
Paul Cézanne ca. 1887
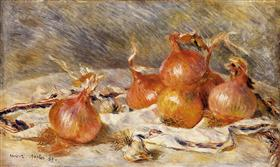
Auguste Renoir, 1919
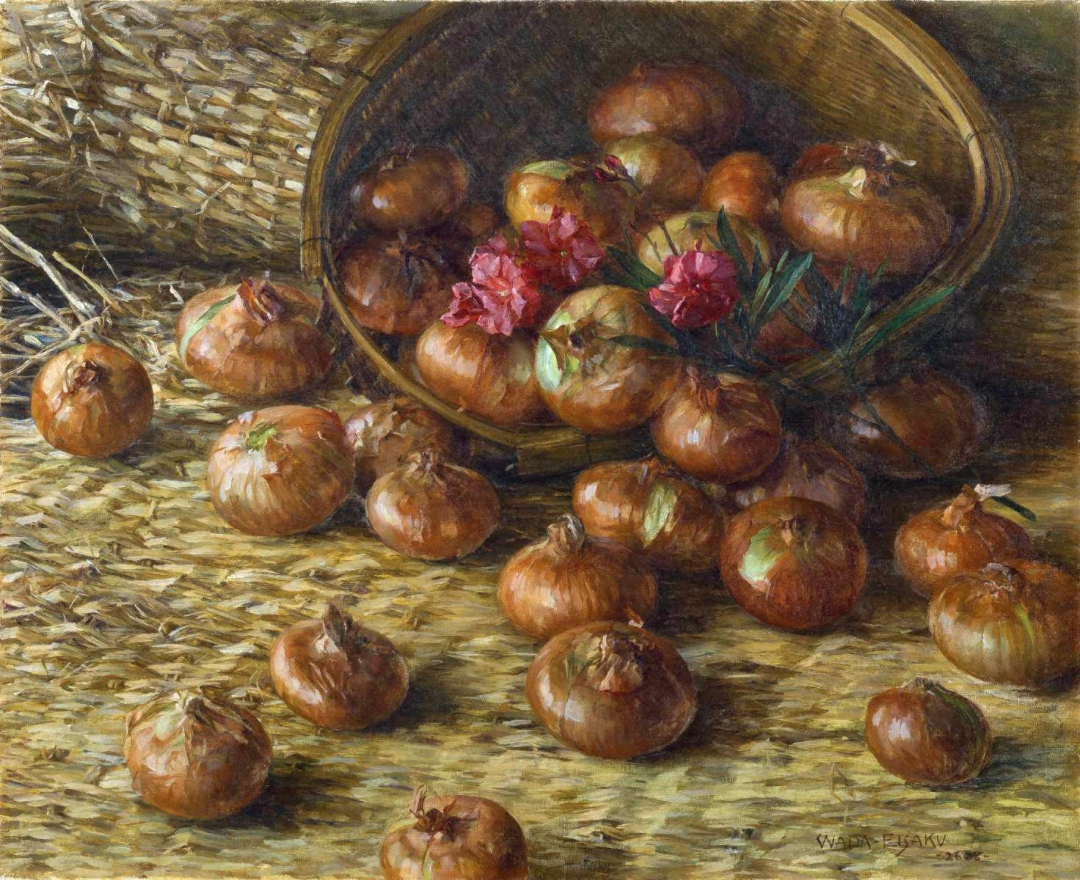
Wada Eisaku, 1948